# Bamouns
Les Bamouns sont un peuple d'Afrique centrale établi à l'ouest du Cameroun, dans la région du Grassland où vivent également les Bamilékés et les Tikar, proches d'eux par leurs ancêtres communs, leurs structures sociales voisines et leurs langues. Ils vivent de l'artisanat, du commerce et de l'agriculture.

## Ethnonymie

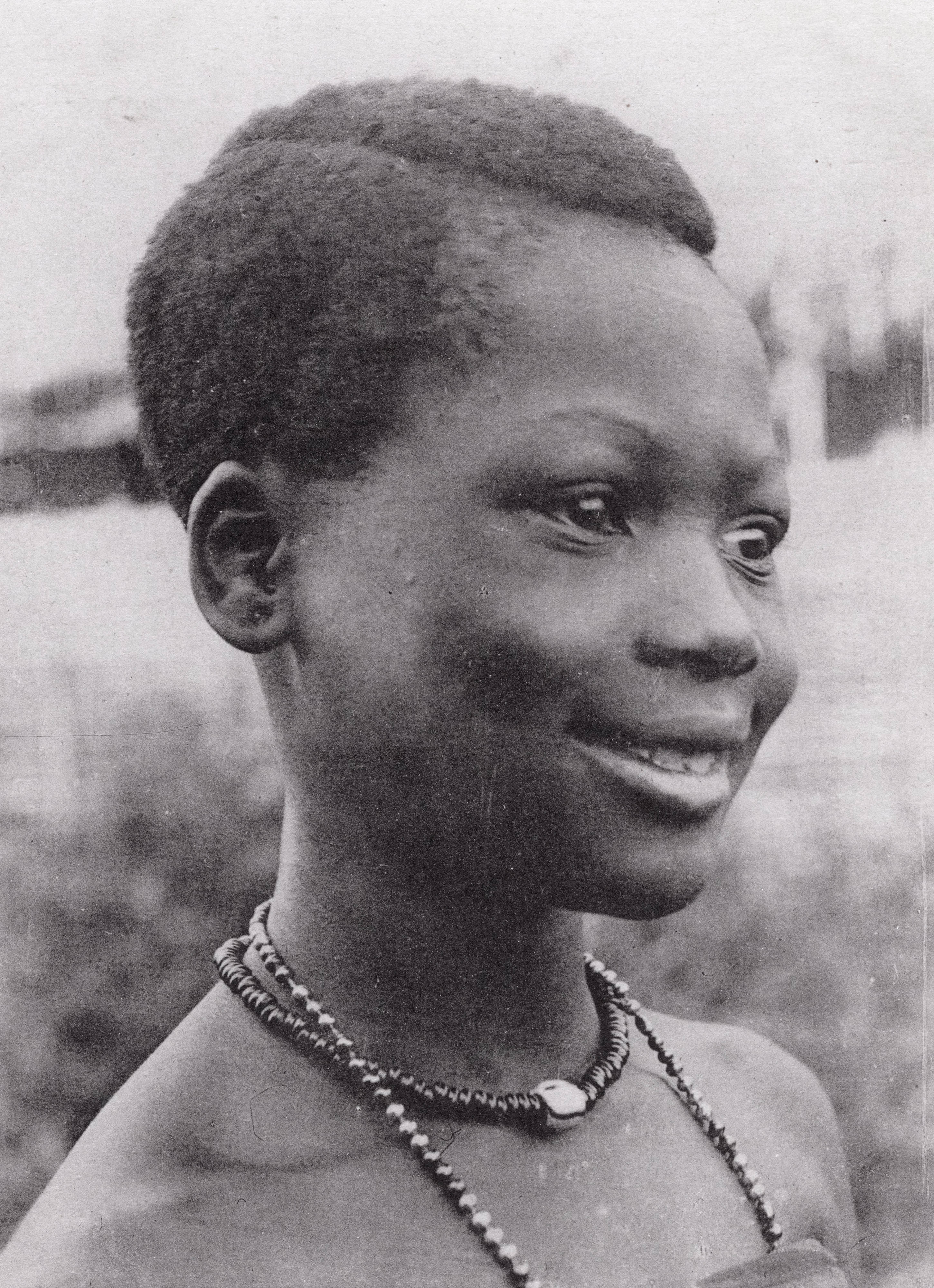
Jeune fille bamoun (1911)

Selon les sources, on peut rencontrer les variantes suivantes de l'ethnonyme : Bamom, Bamoums, Bamoun, Bamum, Bamun, Banun, Mom, Moum, Moums, Mum, Mun, Pa-môm, Shupamam, Shupaman.

## Histoire
Dès 1394, les Bamouns ont construit un royaume qui a connu son apogée au XVIIIe siècle, puis fut rapidement démantelé par la colonisation française. Aujourd'hui, le roi des Bamouns – 19e descendant d'une des plus anciennes dynasties de l'Afrique – règne encore sur un royaume Bamoun qui correspond à plusieurs villes dans le département du Noun.

## Langue
Leur langue, le bamoun, appartient au groupe des langues semi-bantoues au sein de la famille des langues nigéro-congolaises. Le nombre de locuteurs du bamoun a été estimé à 215 000 en 1982.

## Religion
Traditionnellement, les Bamouns pratiquaient une religion traditionnelle mêlant sagesse à propos du Dieu universel (appelé Nyi-nyi), culte de l'esprit des ancêtres et animisme. Les Bamouns pensaient notamment que les femmes rendaient le sol fertile. Les masques et les statuettes sont importants dans la pratique de ces cultes.
Au début du XXe siècle, le roi Ibrahim Njoya se convertit au christianisme, puis à l'islam, avant de créer sa propre religion nwet kuete (qui signifie « cherche et trouve »). Il aurait déclaré que l'interdiction de la polygamie dans la religion chrétienne et celle de l'alcool dans l'islam étaient des contraintes trop dures à supporter. Depuis, les Bamouns ont été nombreux à se convertir à l'islam ou au christianisme.

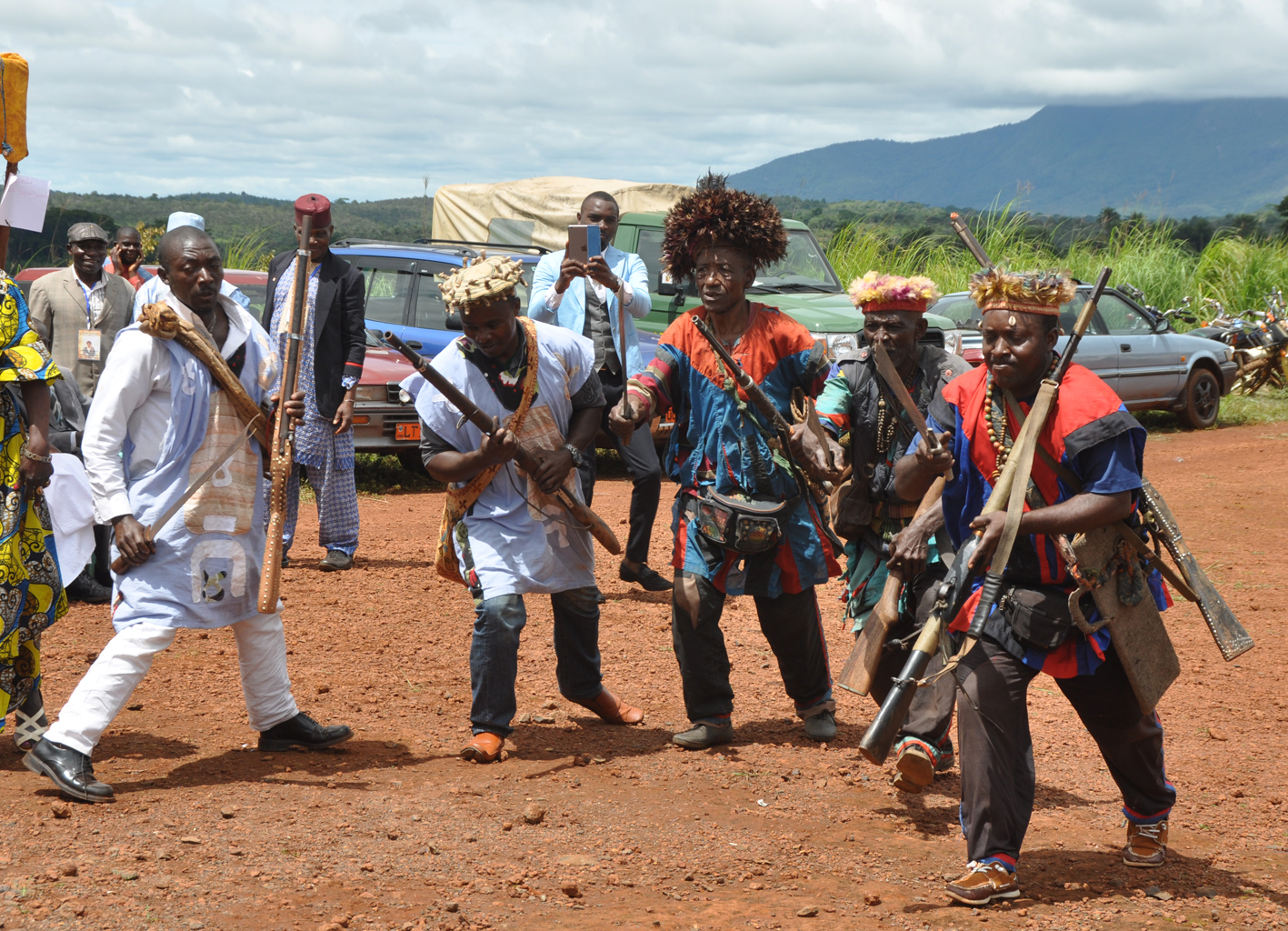
Prestation de danse traditionnelle

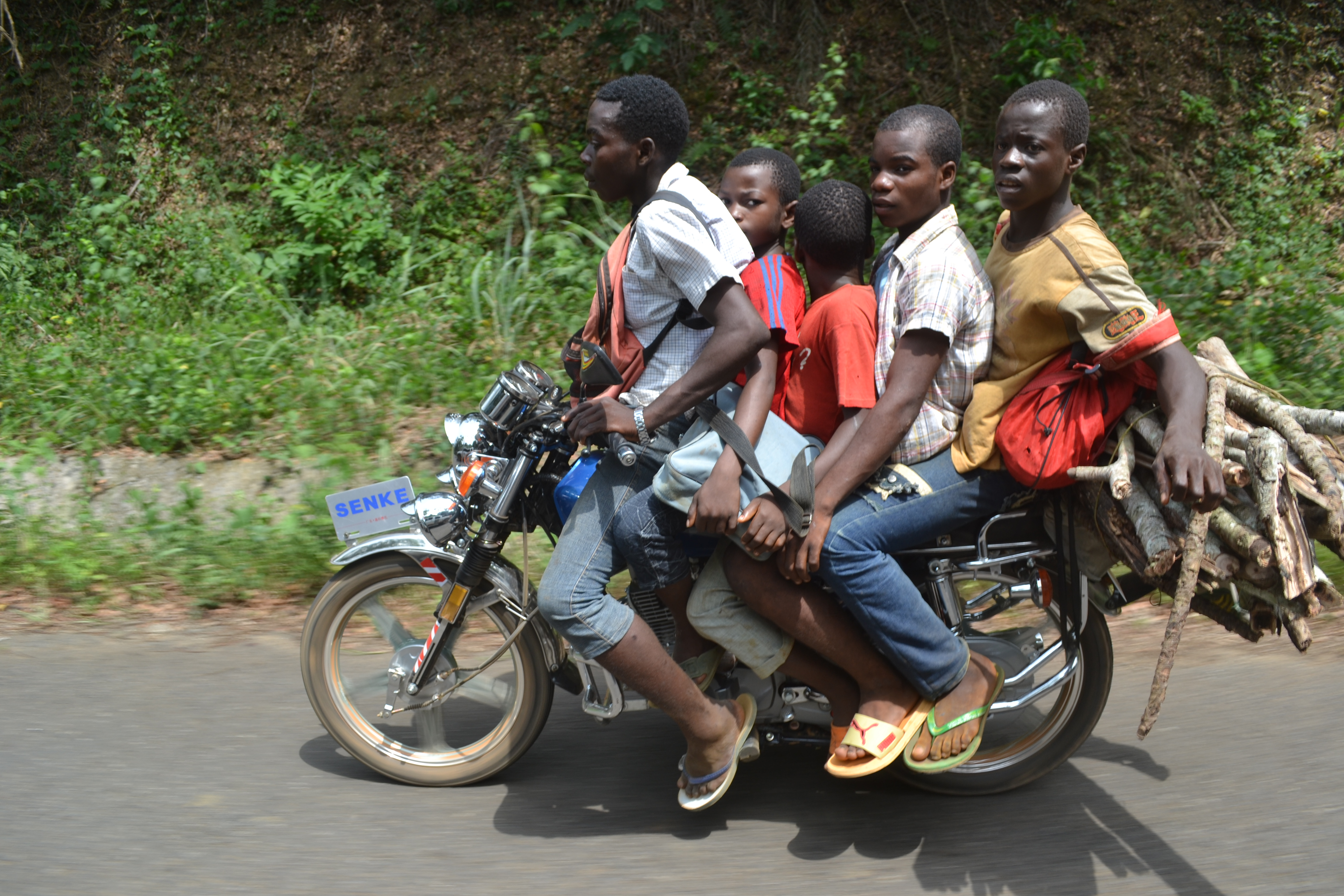
Transport en commun
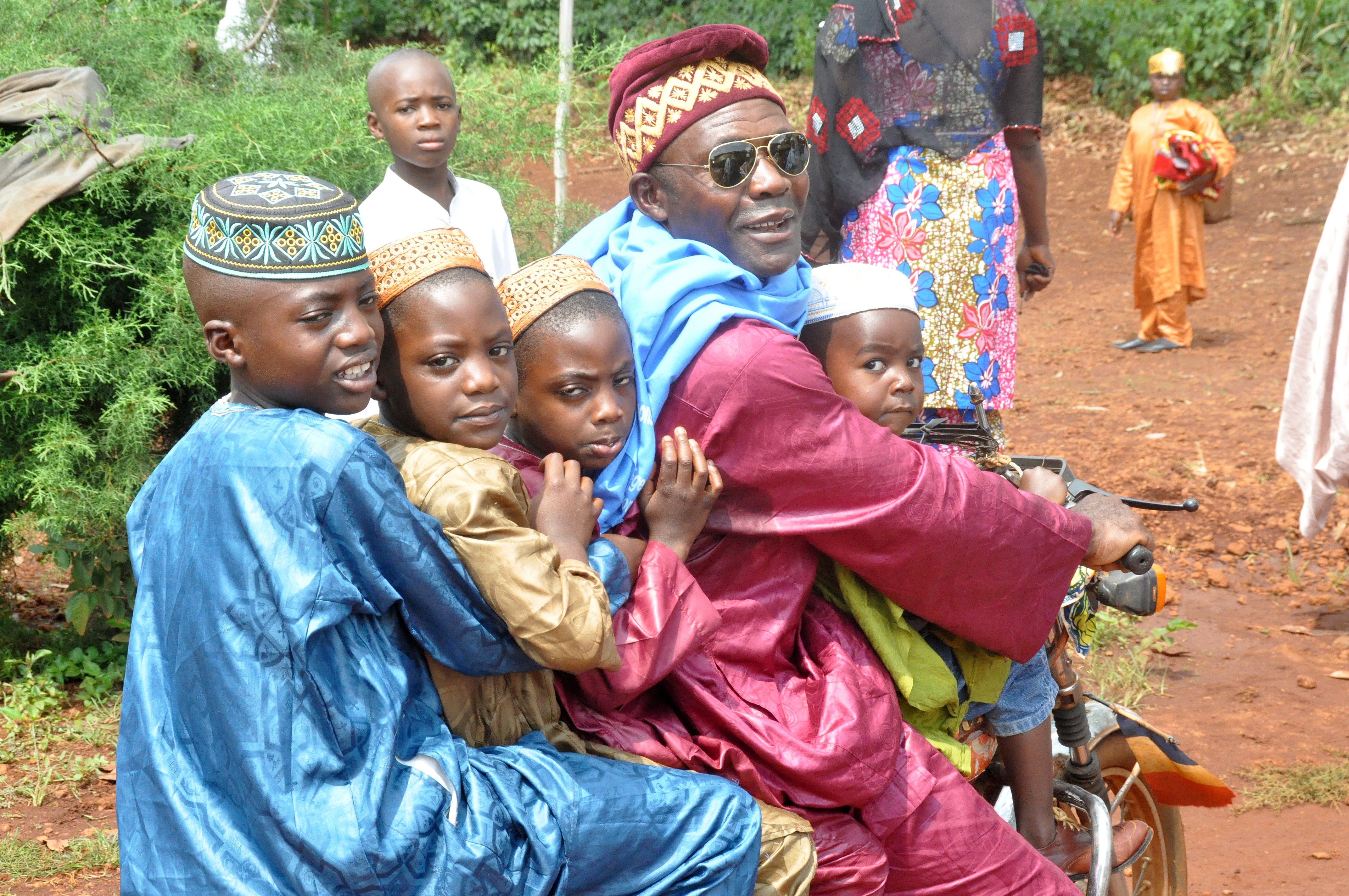
Famille à moto
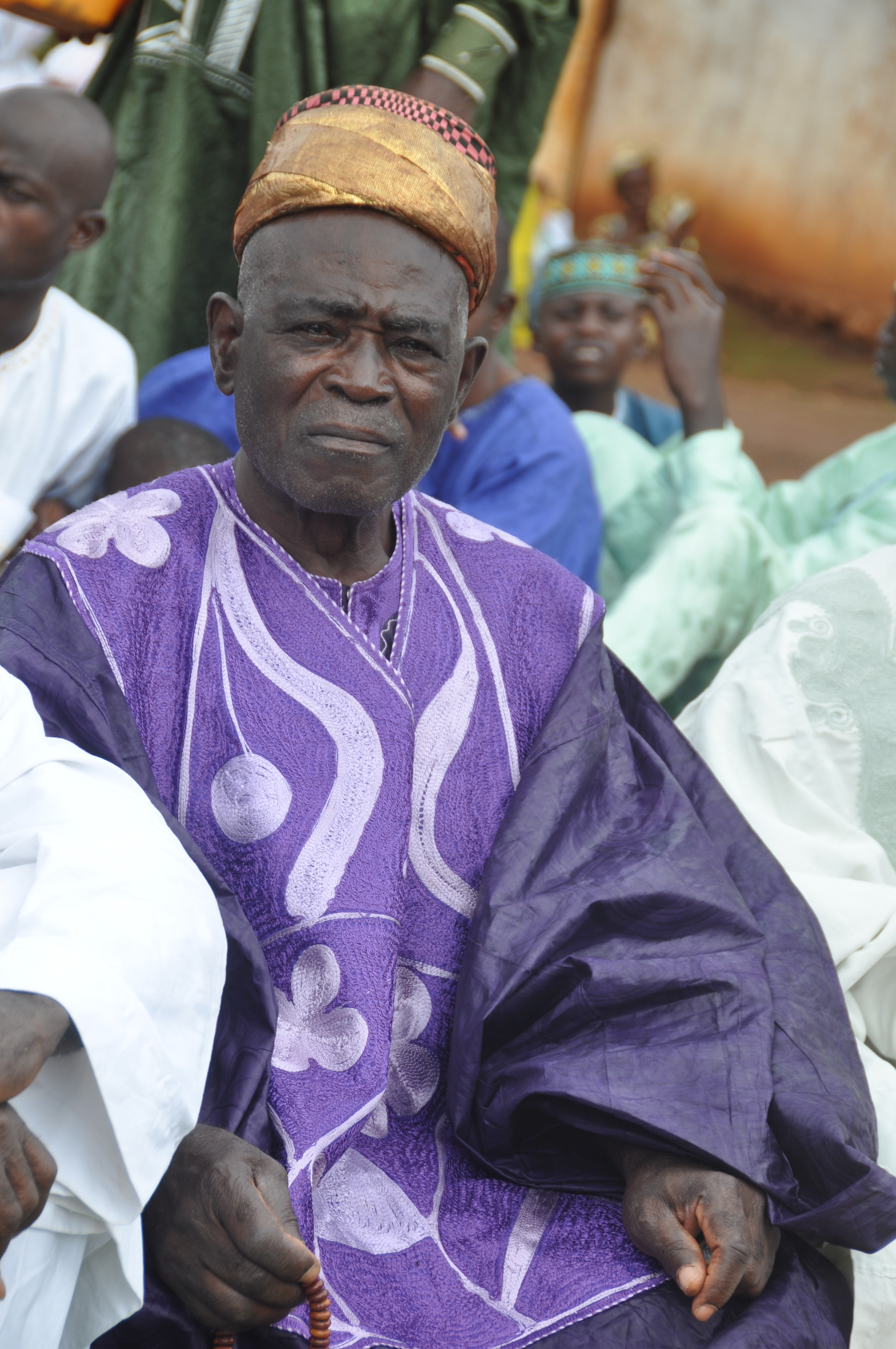
Adulte, jour de fête
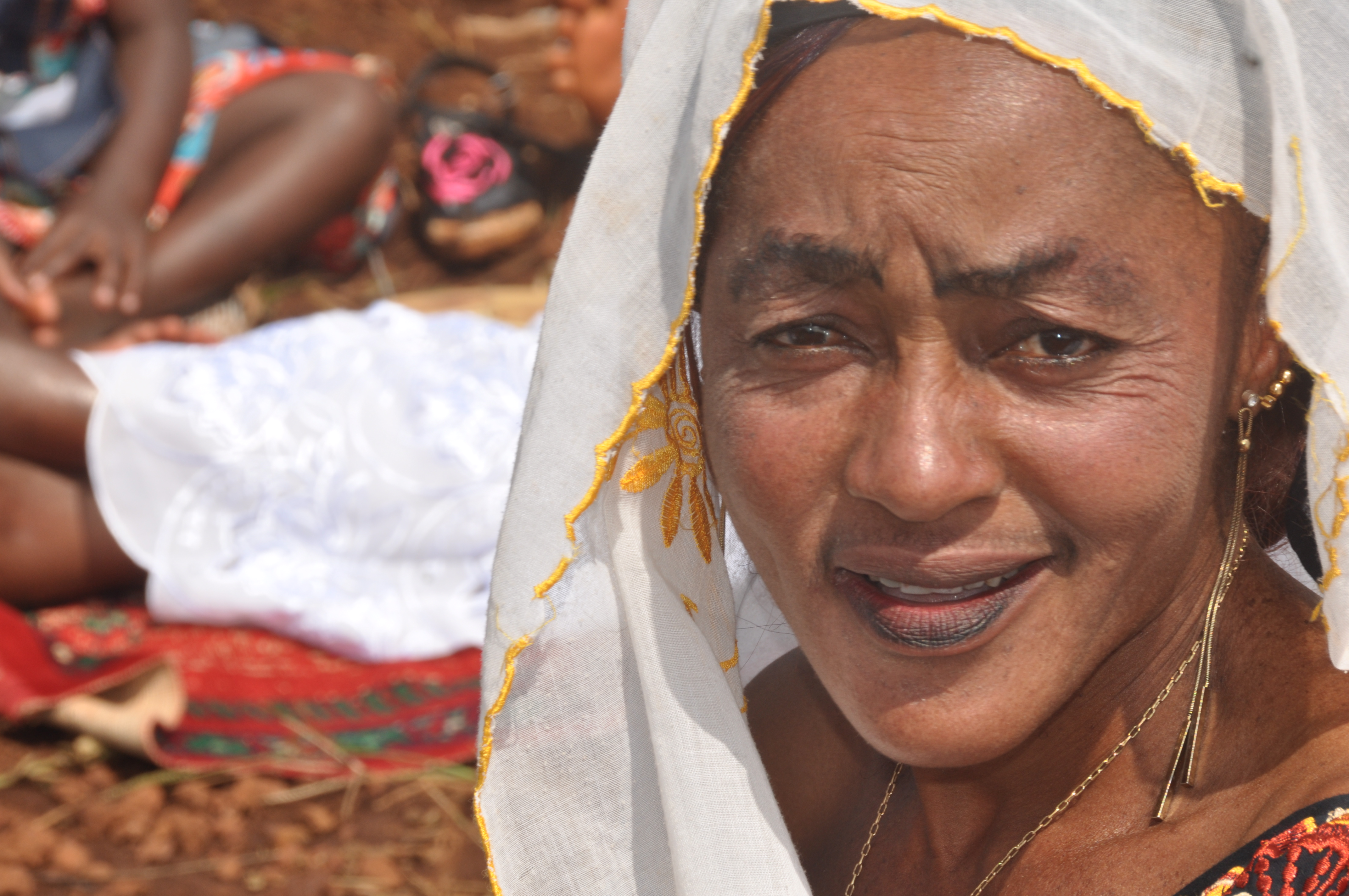
Femme, jour de fête
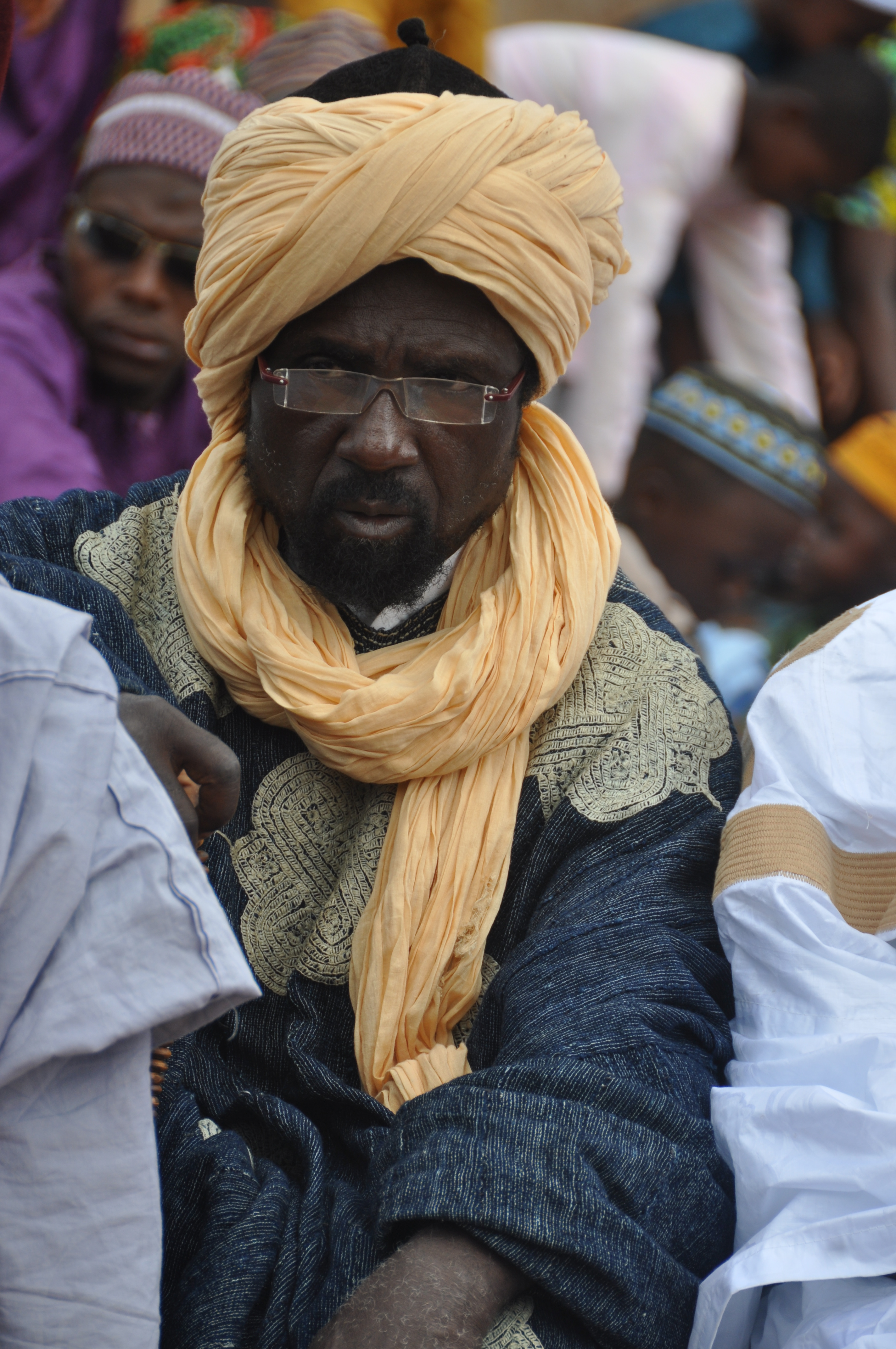
Homme , jour de fête
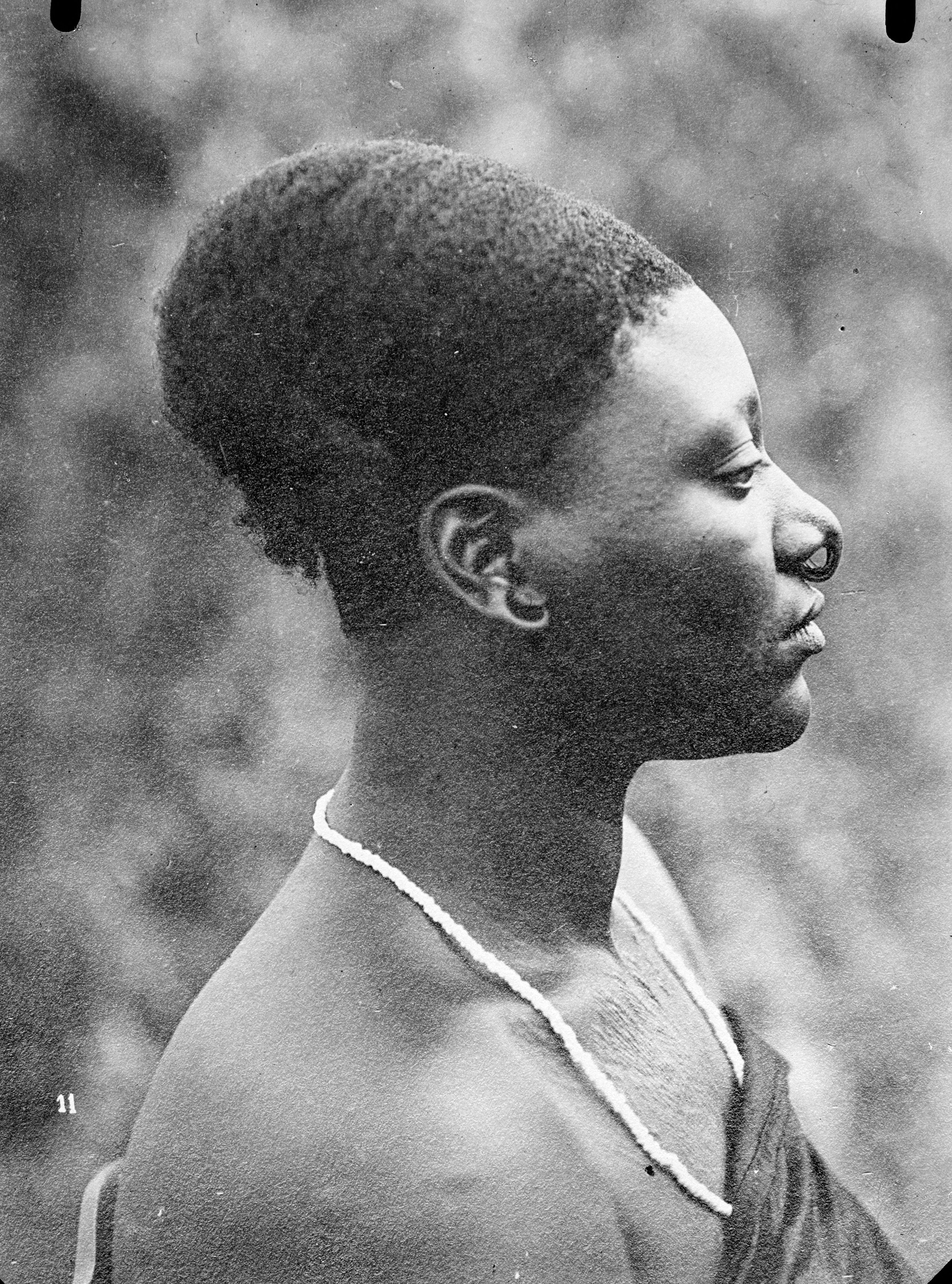
Portrait de femme Bamoun avec des ornements traditionnels (1909)

Coiffures et couvre-têtes
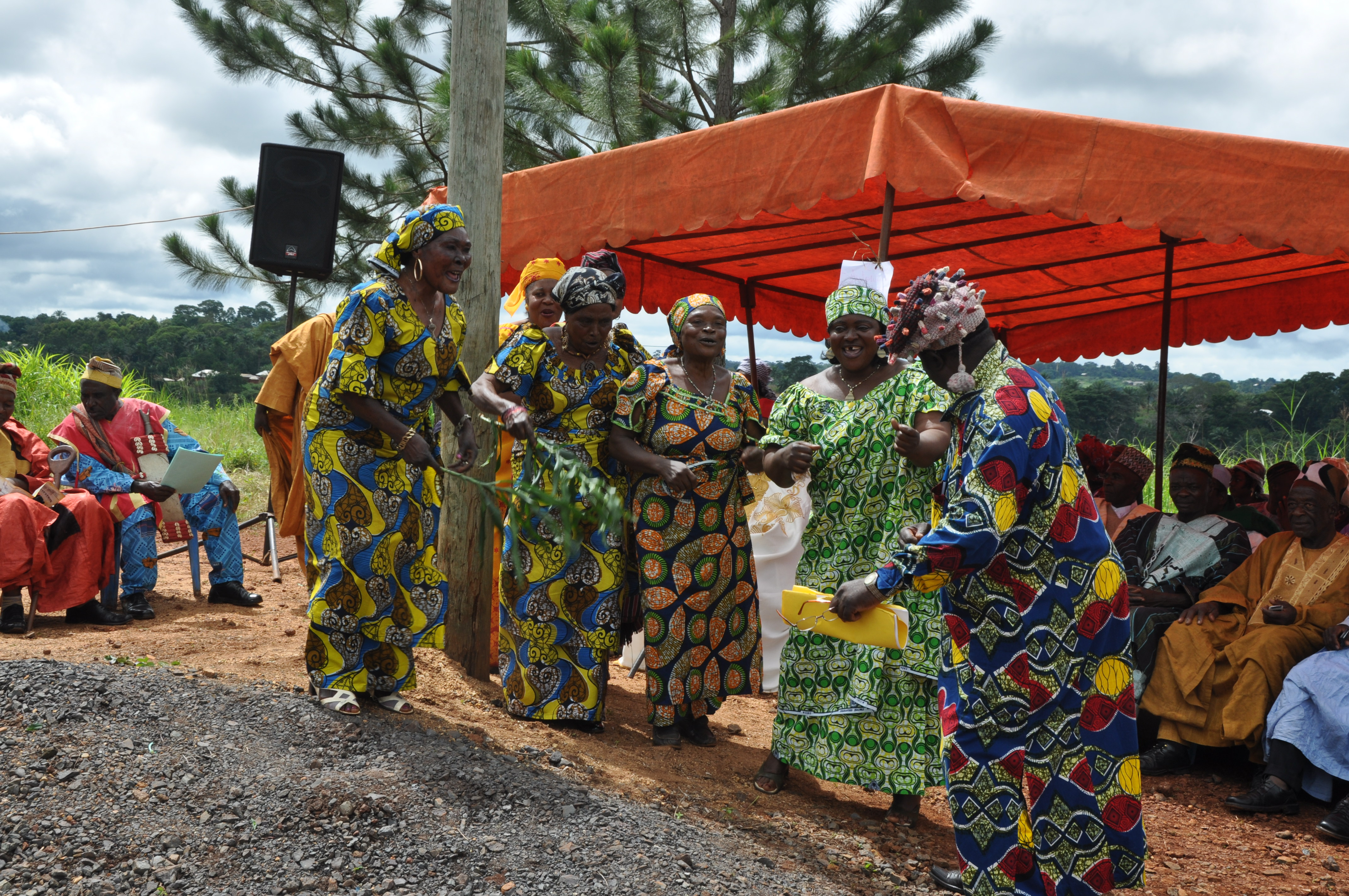
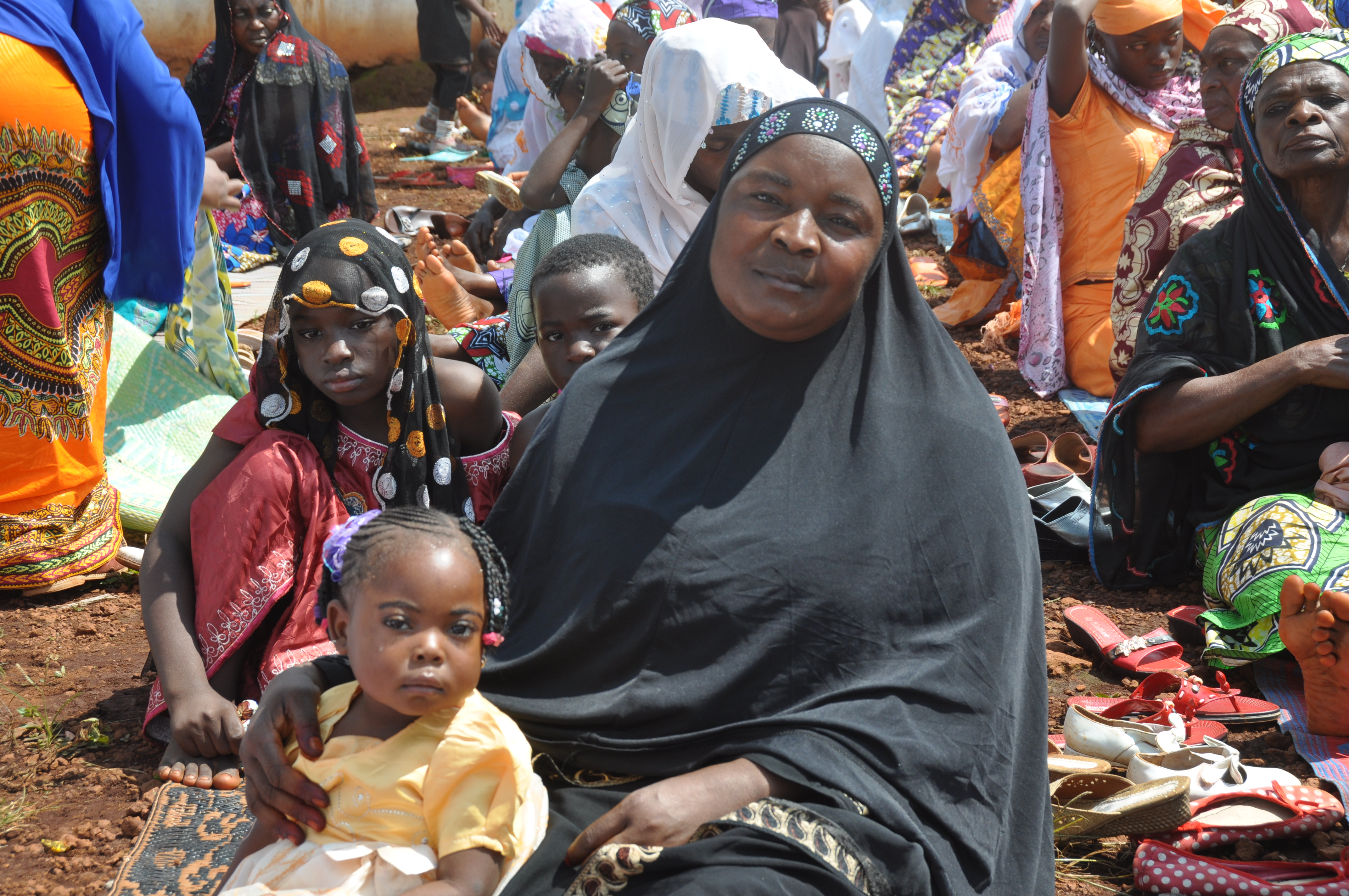
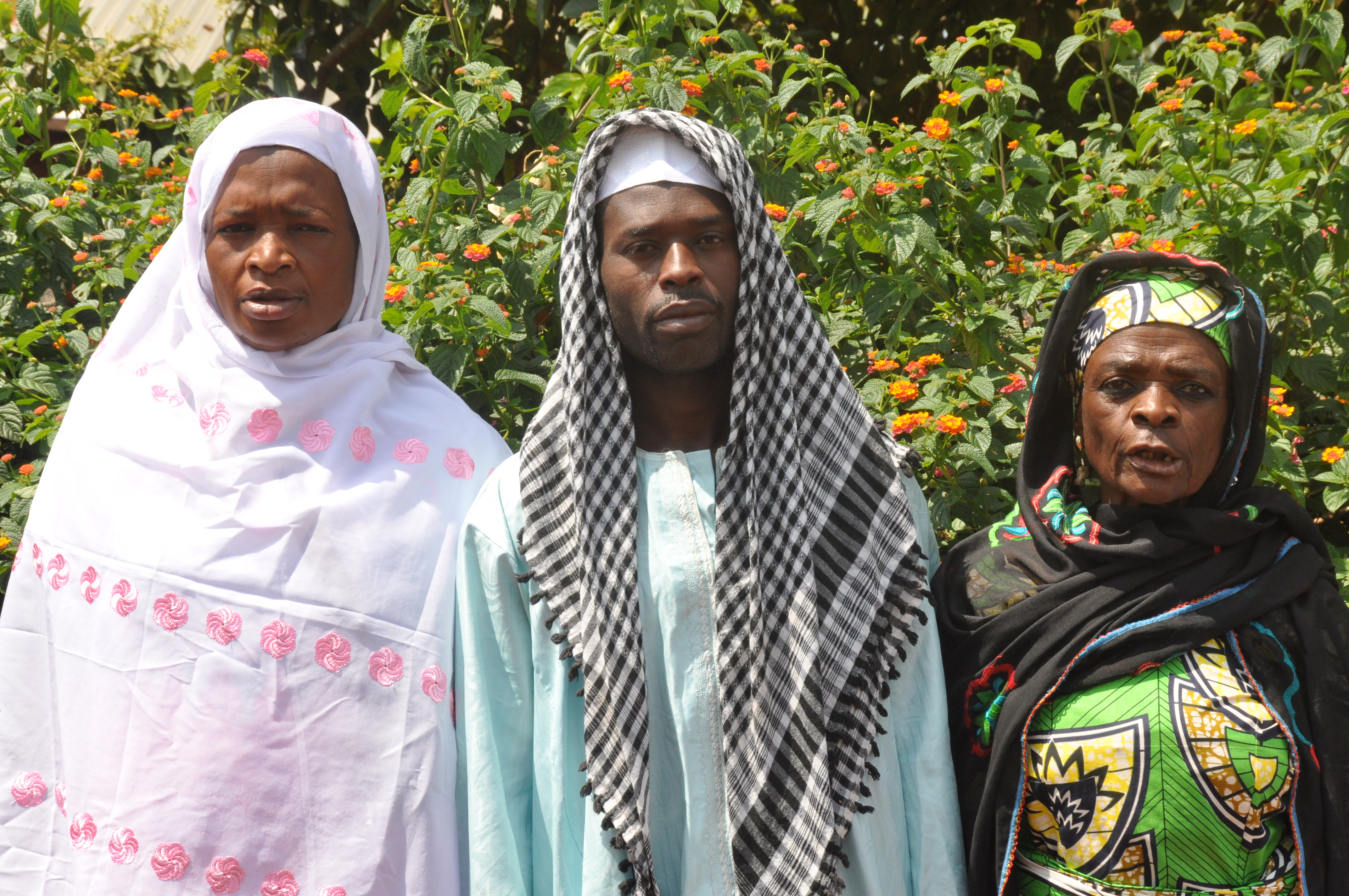
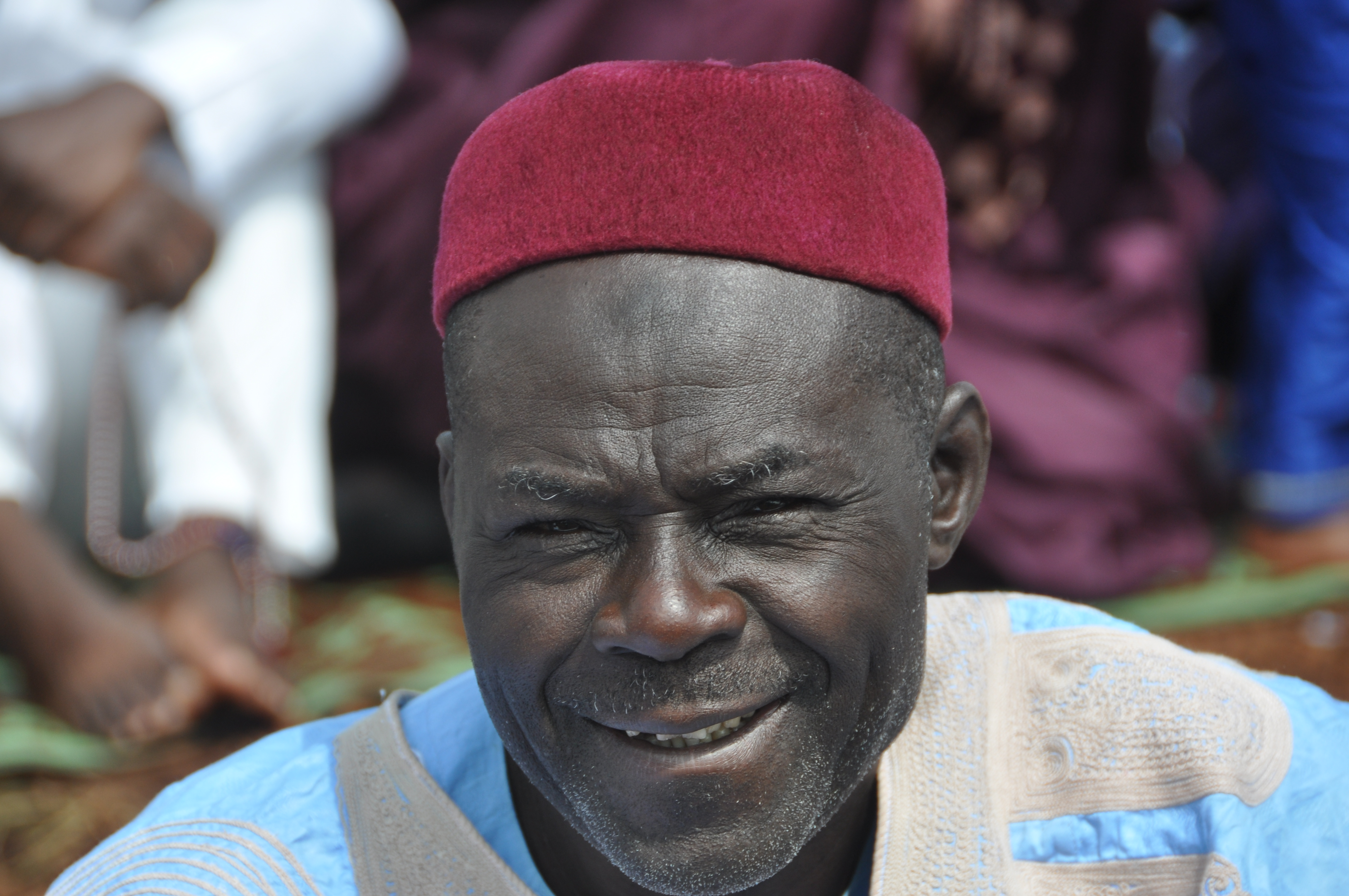
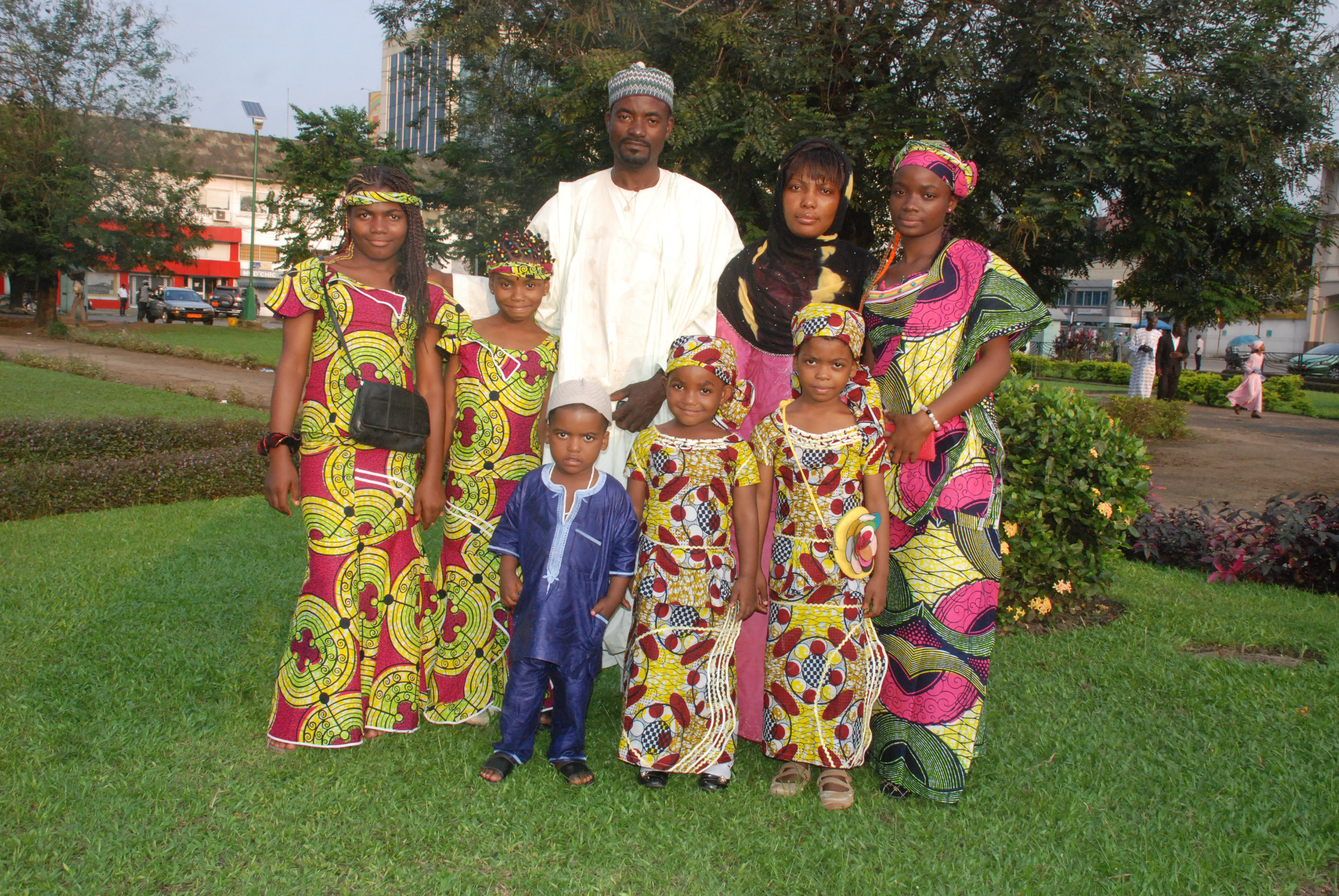
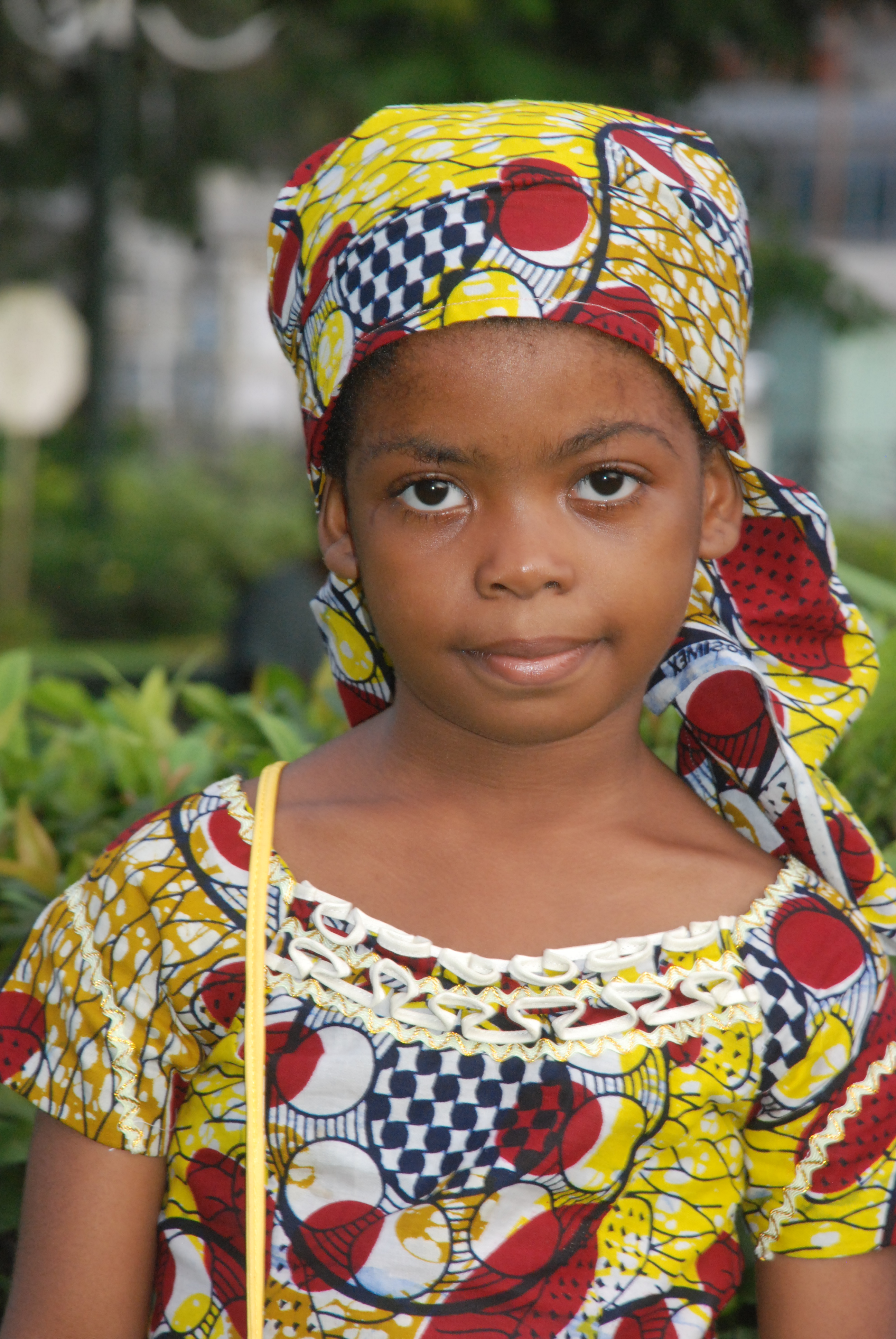
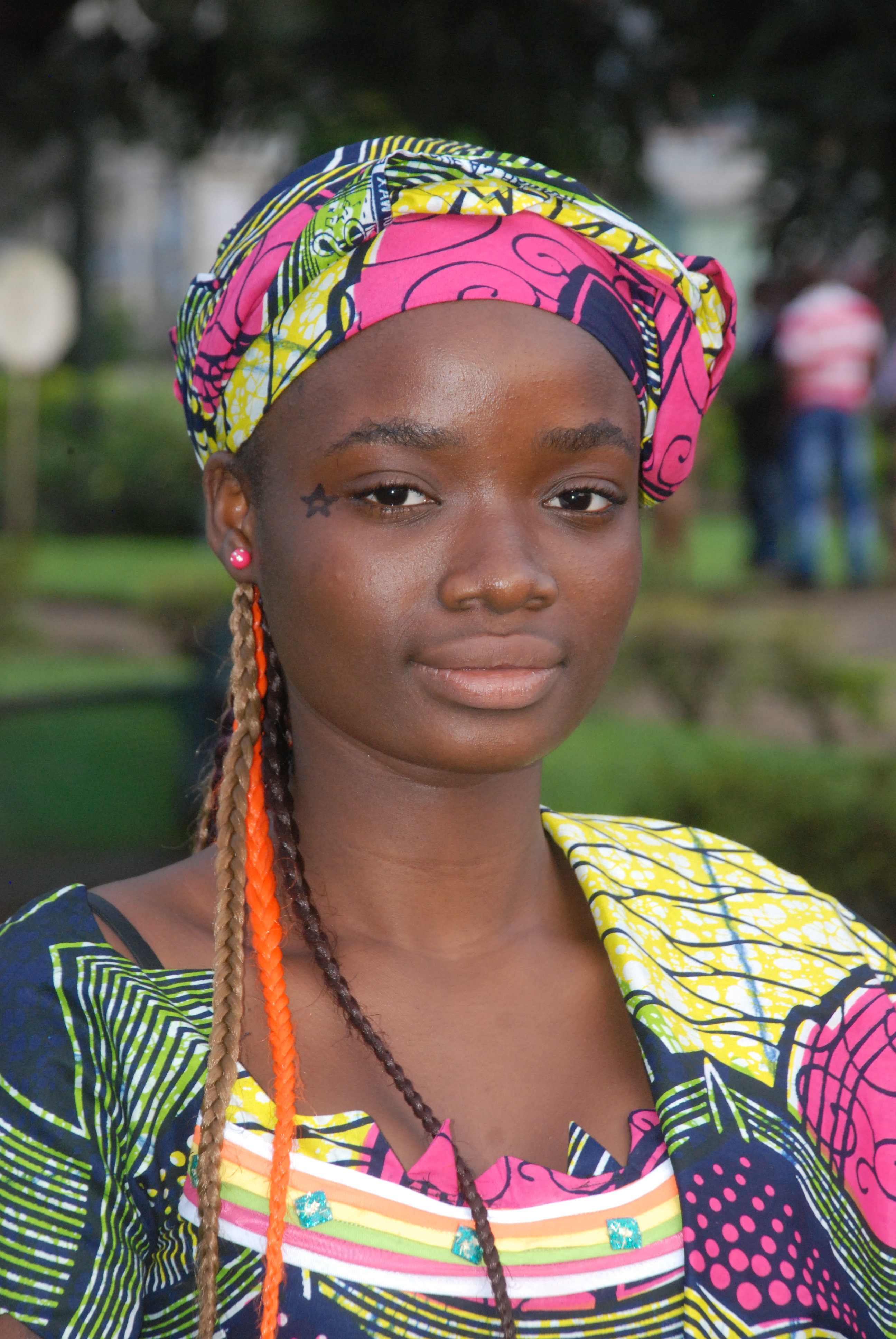
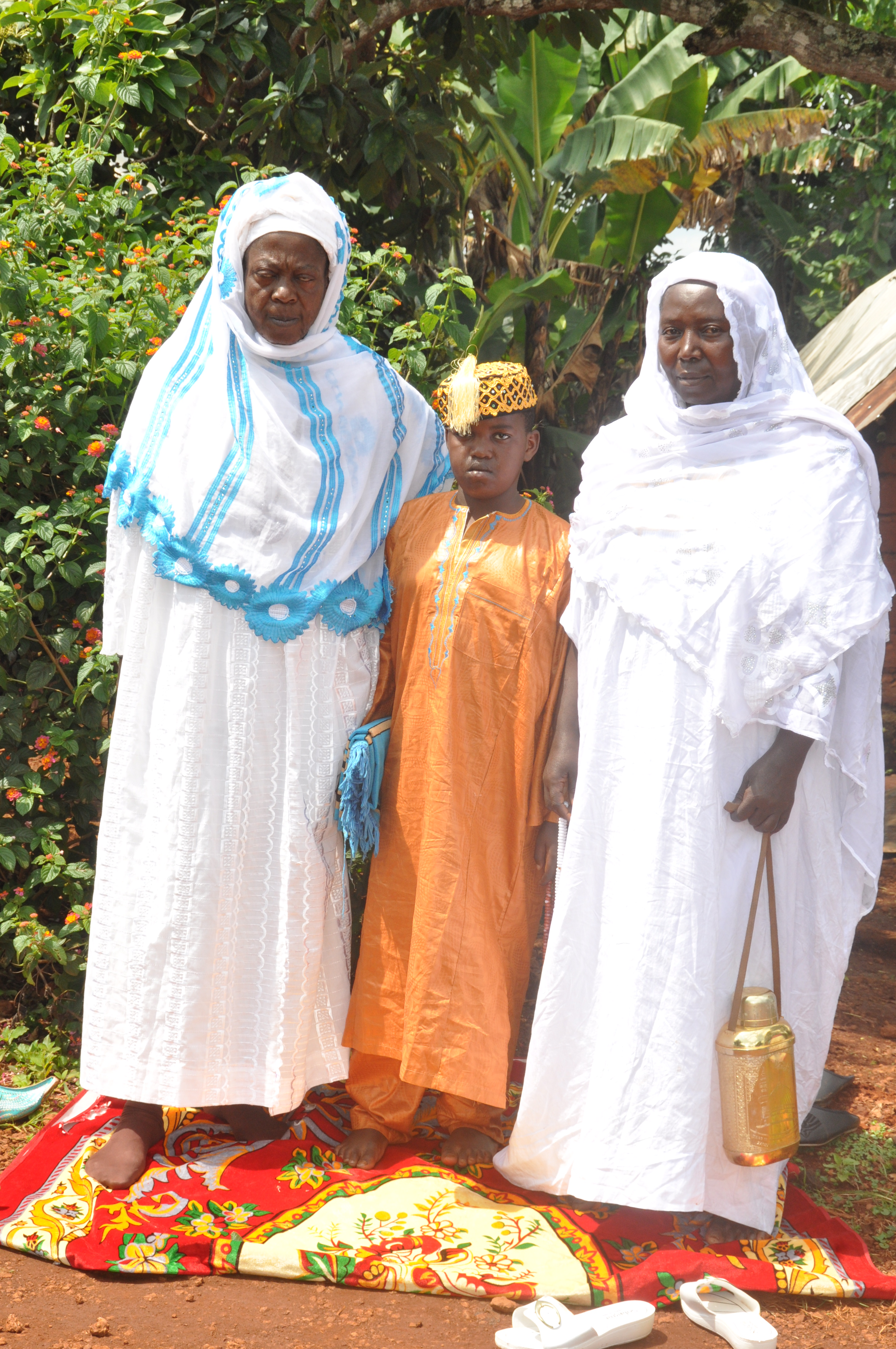
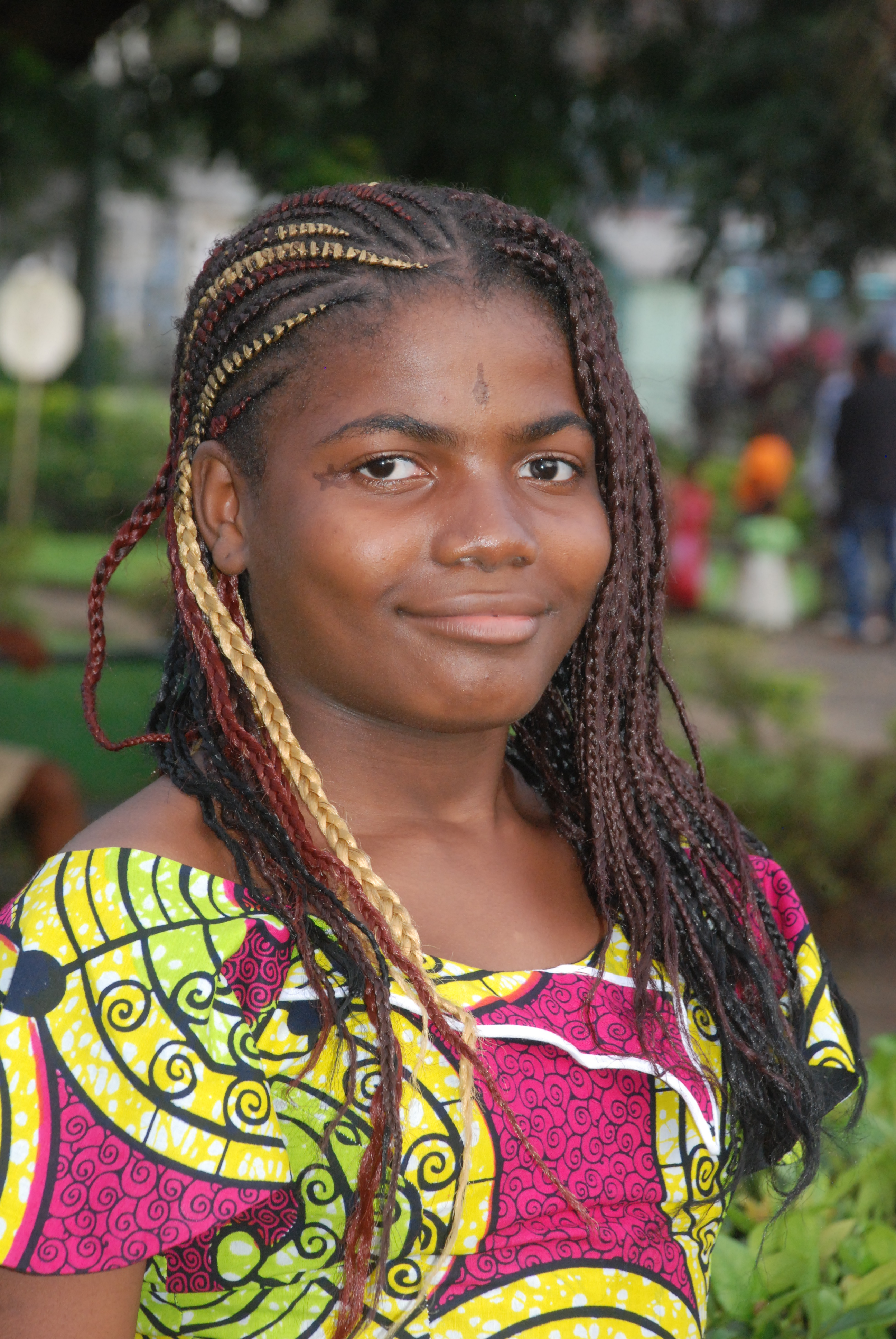
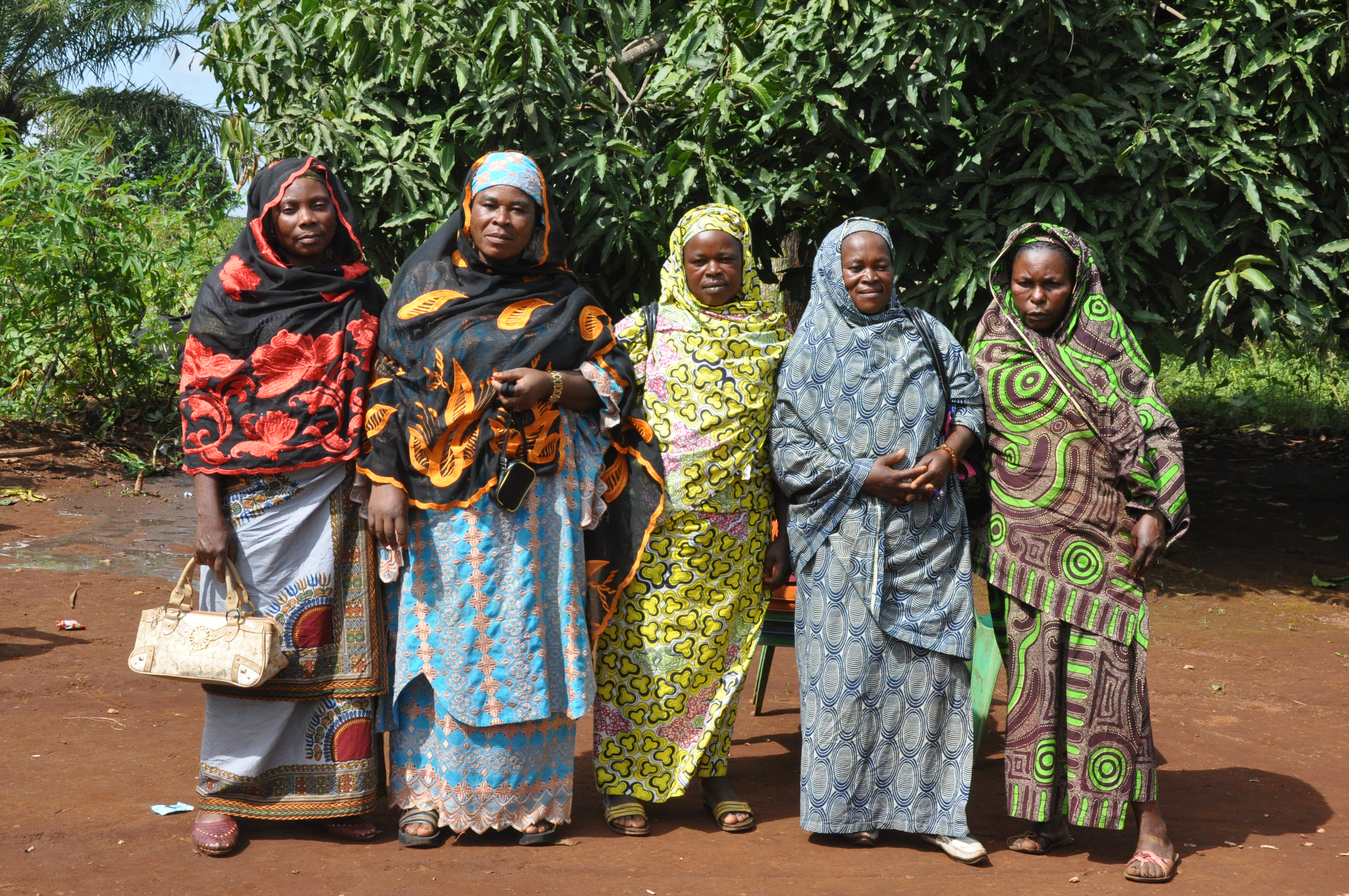
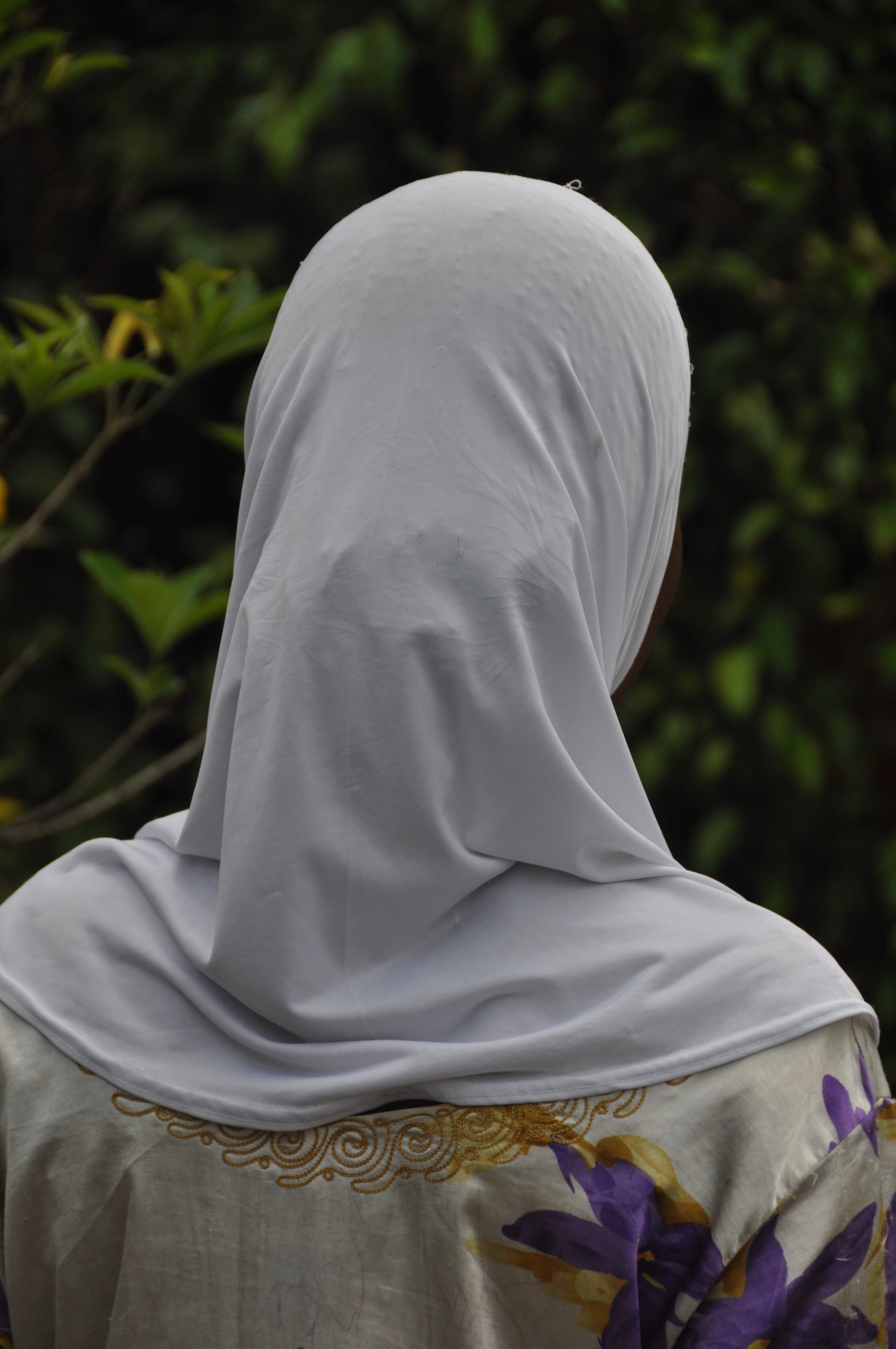
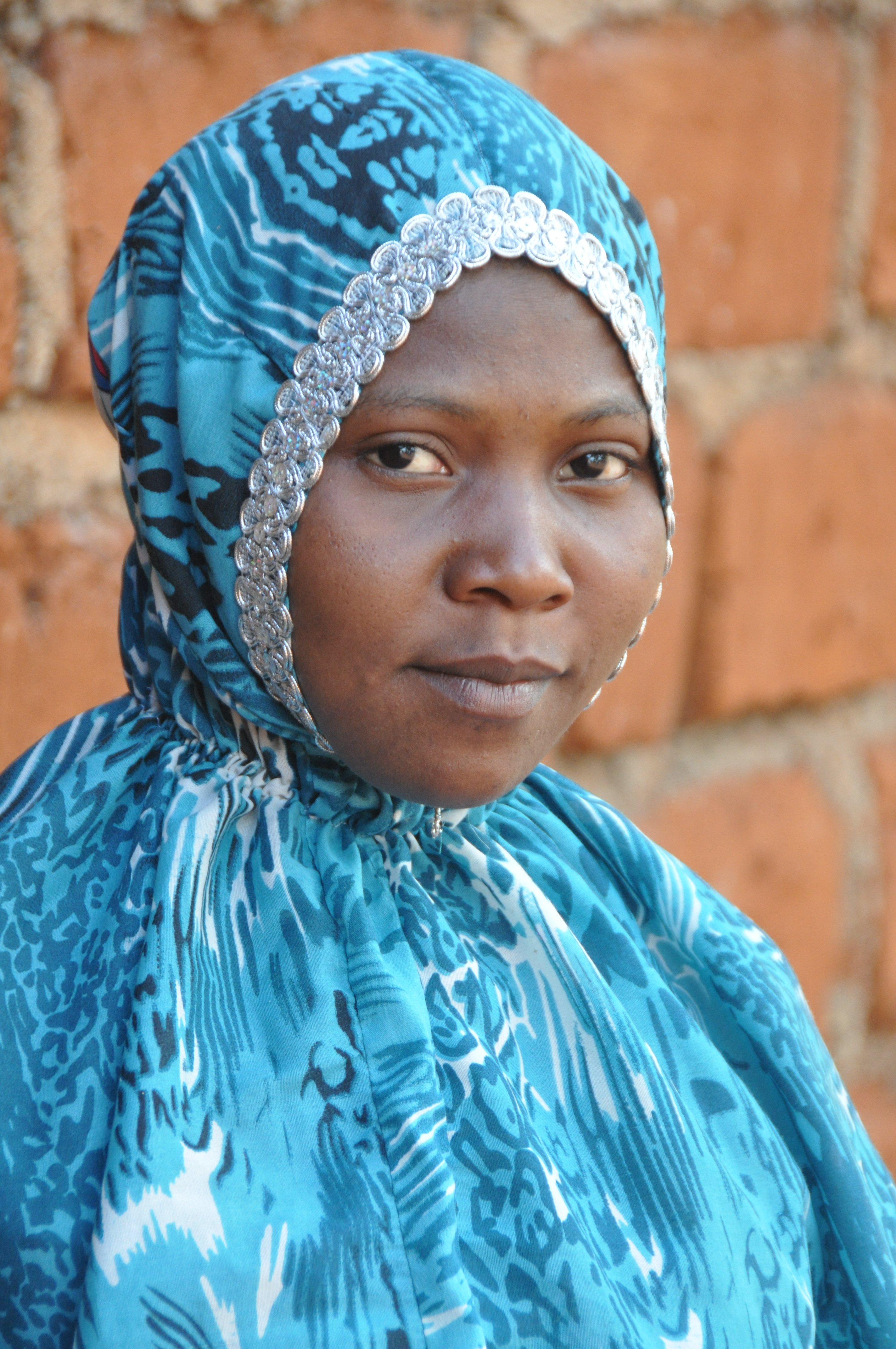
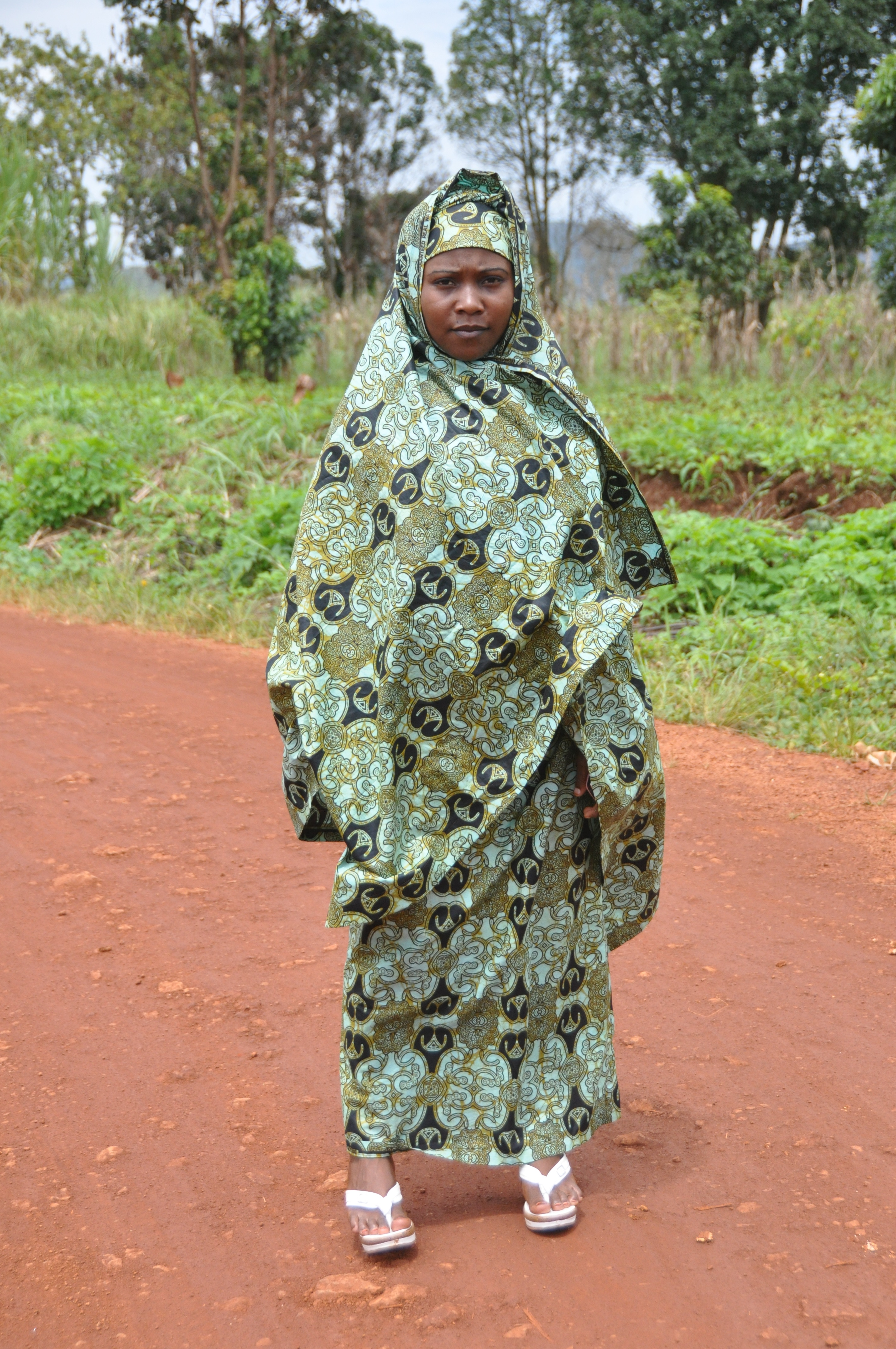
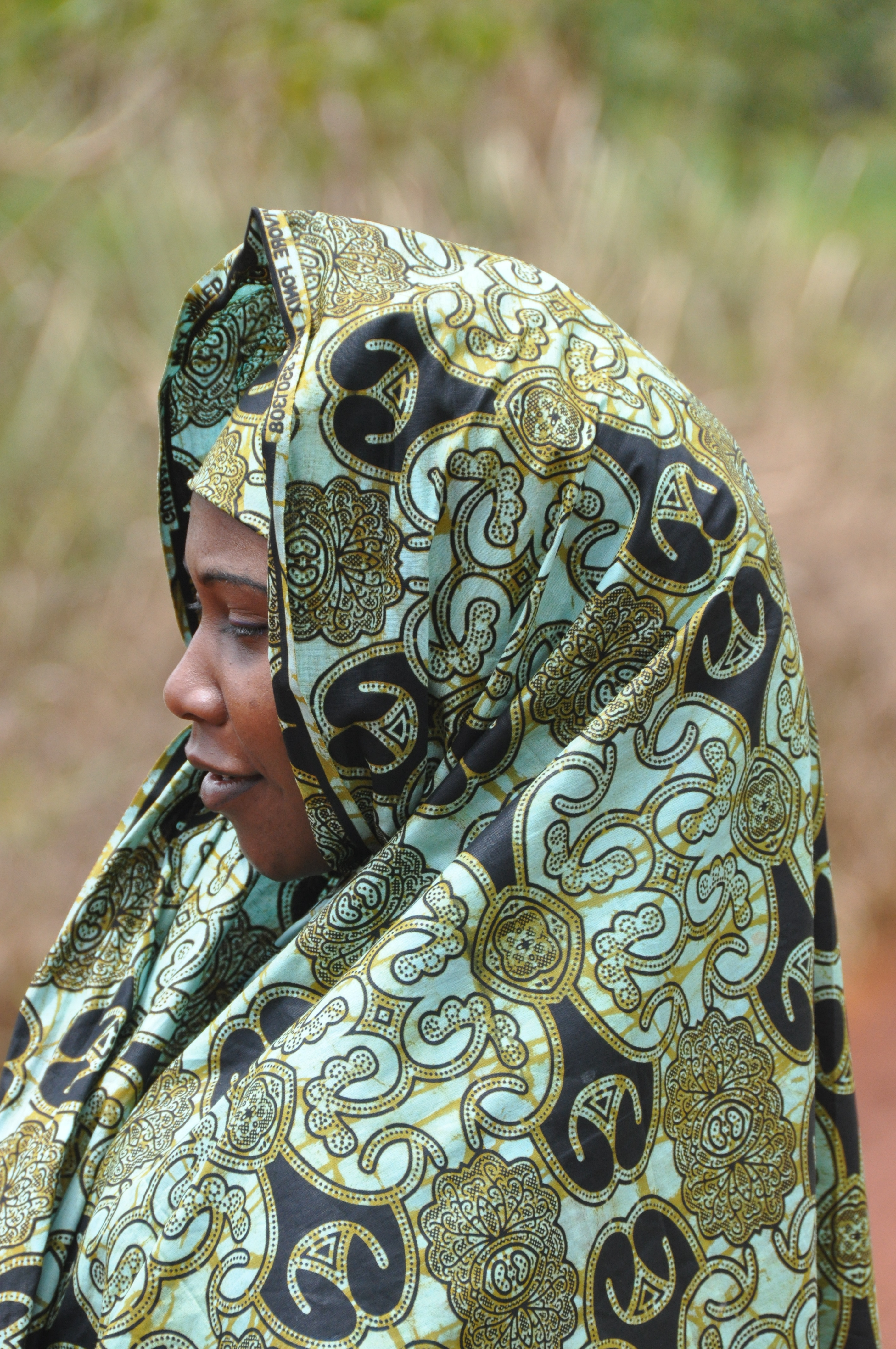
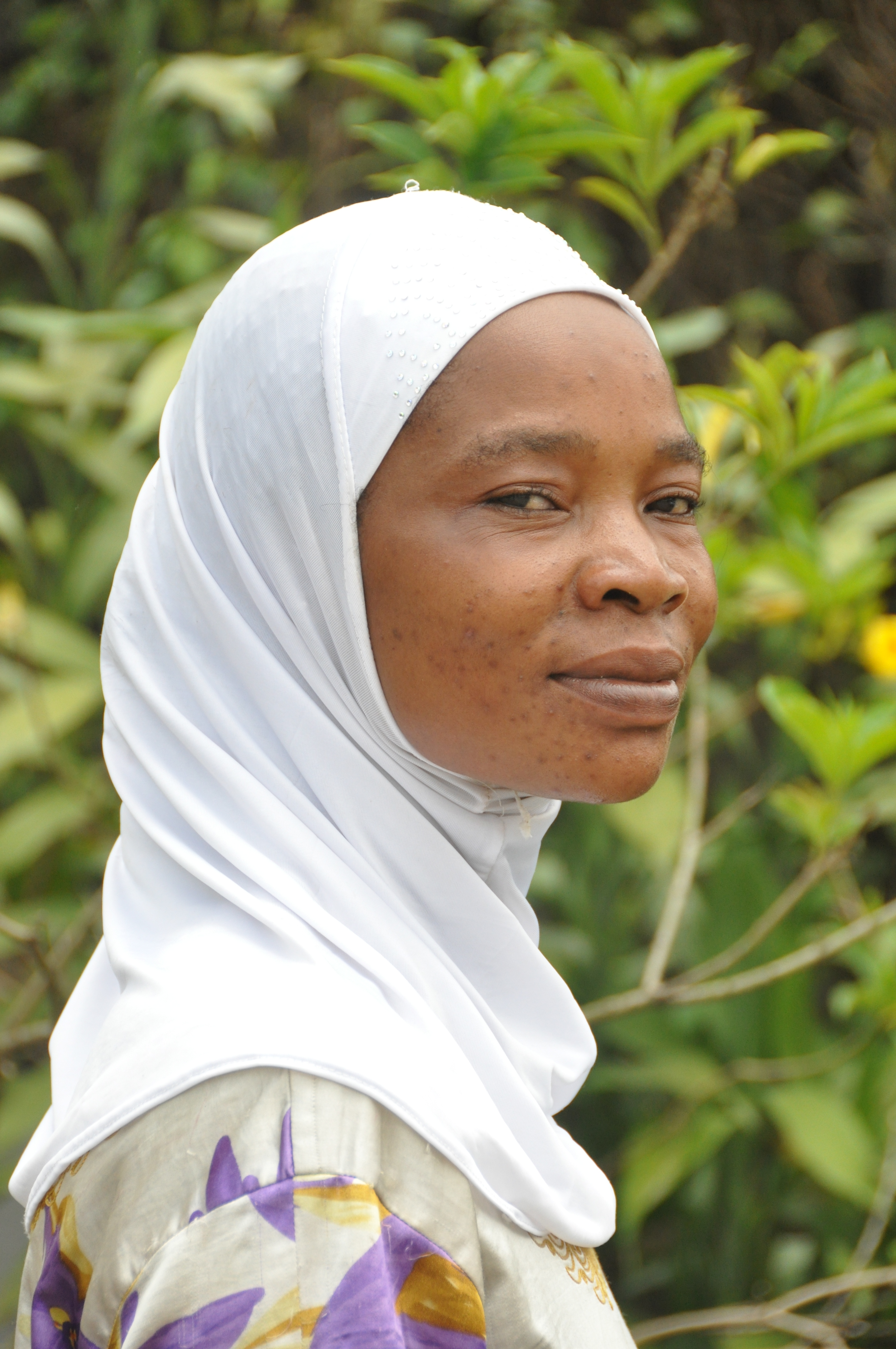
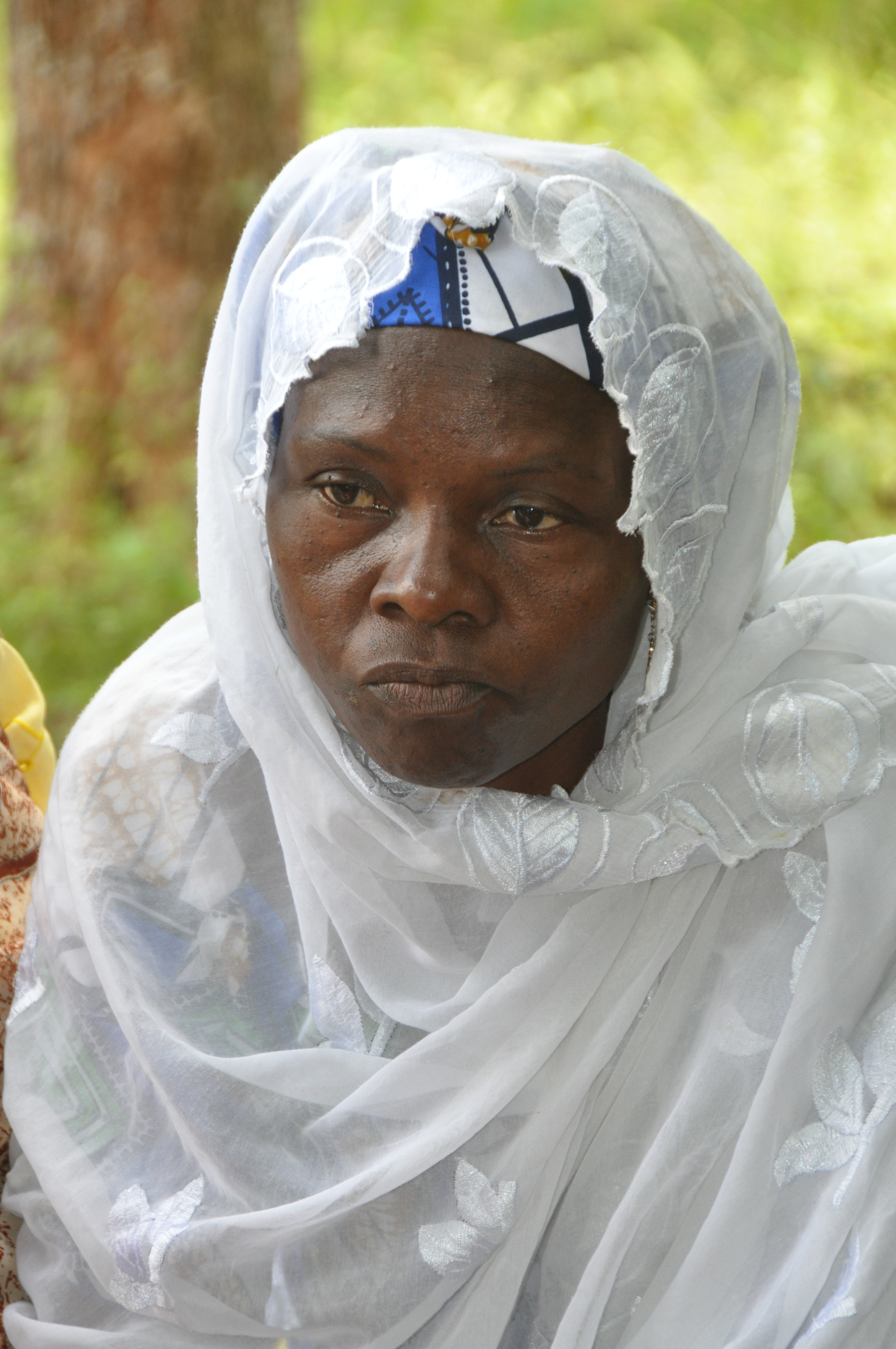
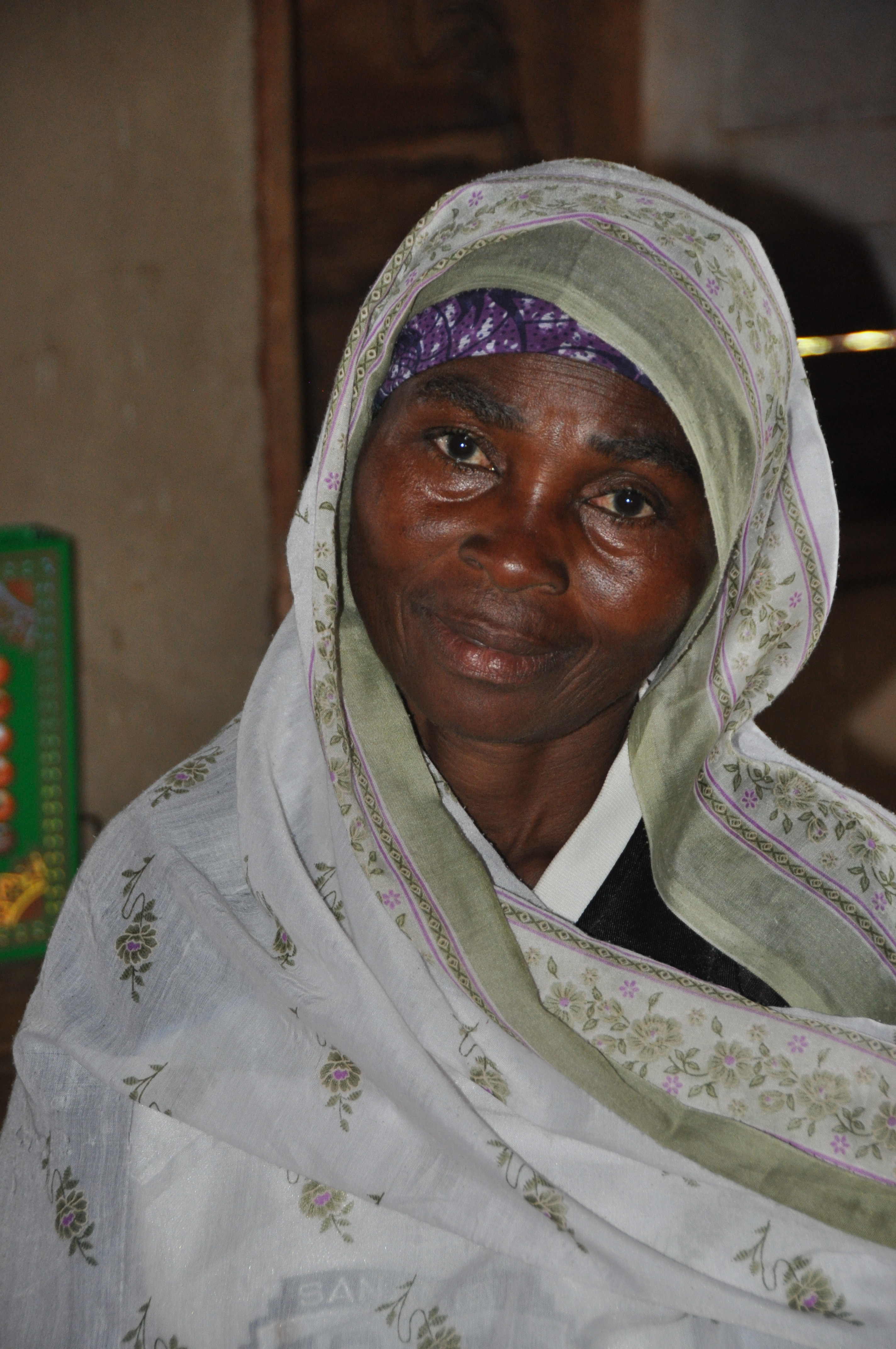
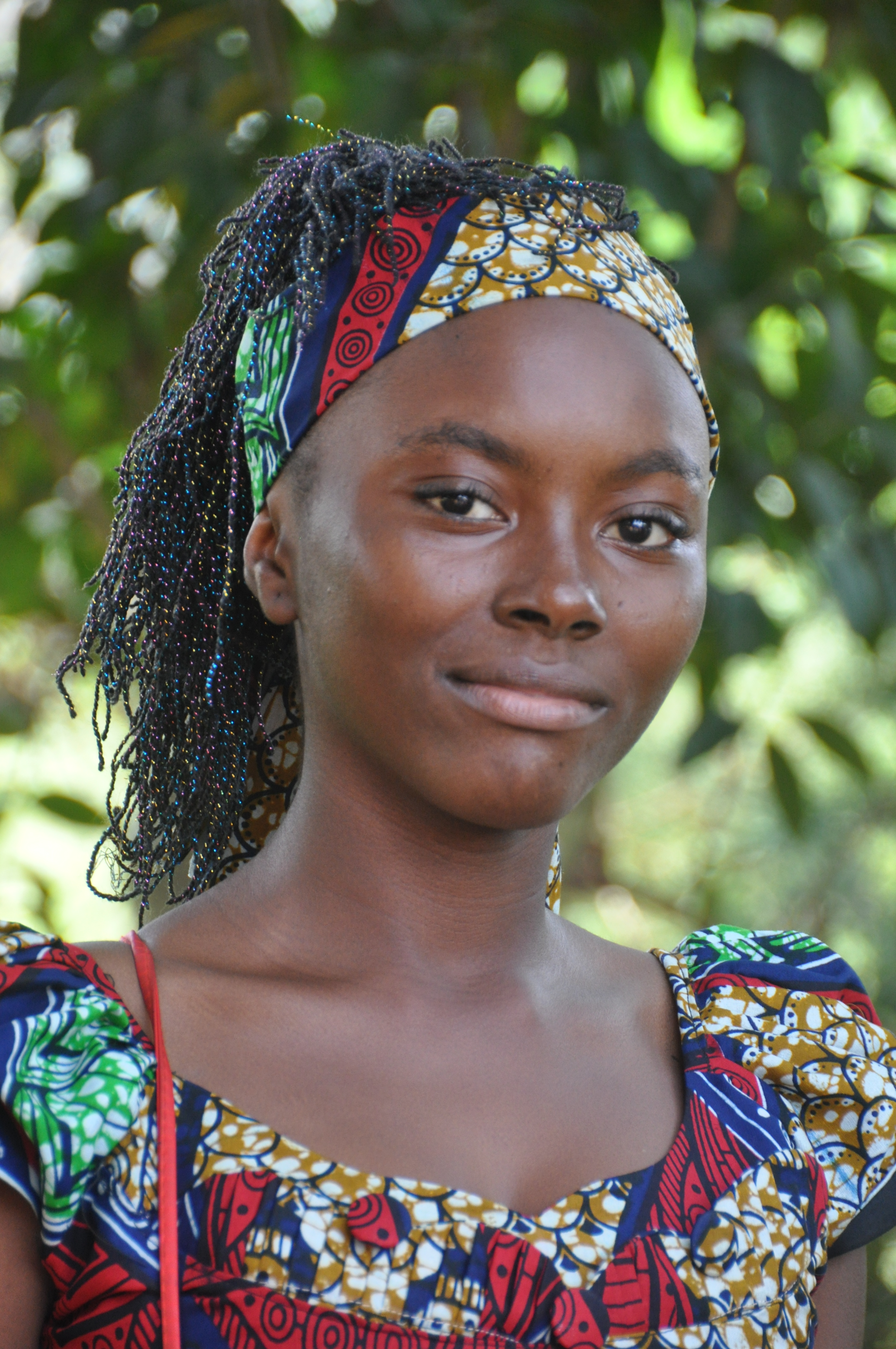
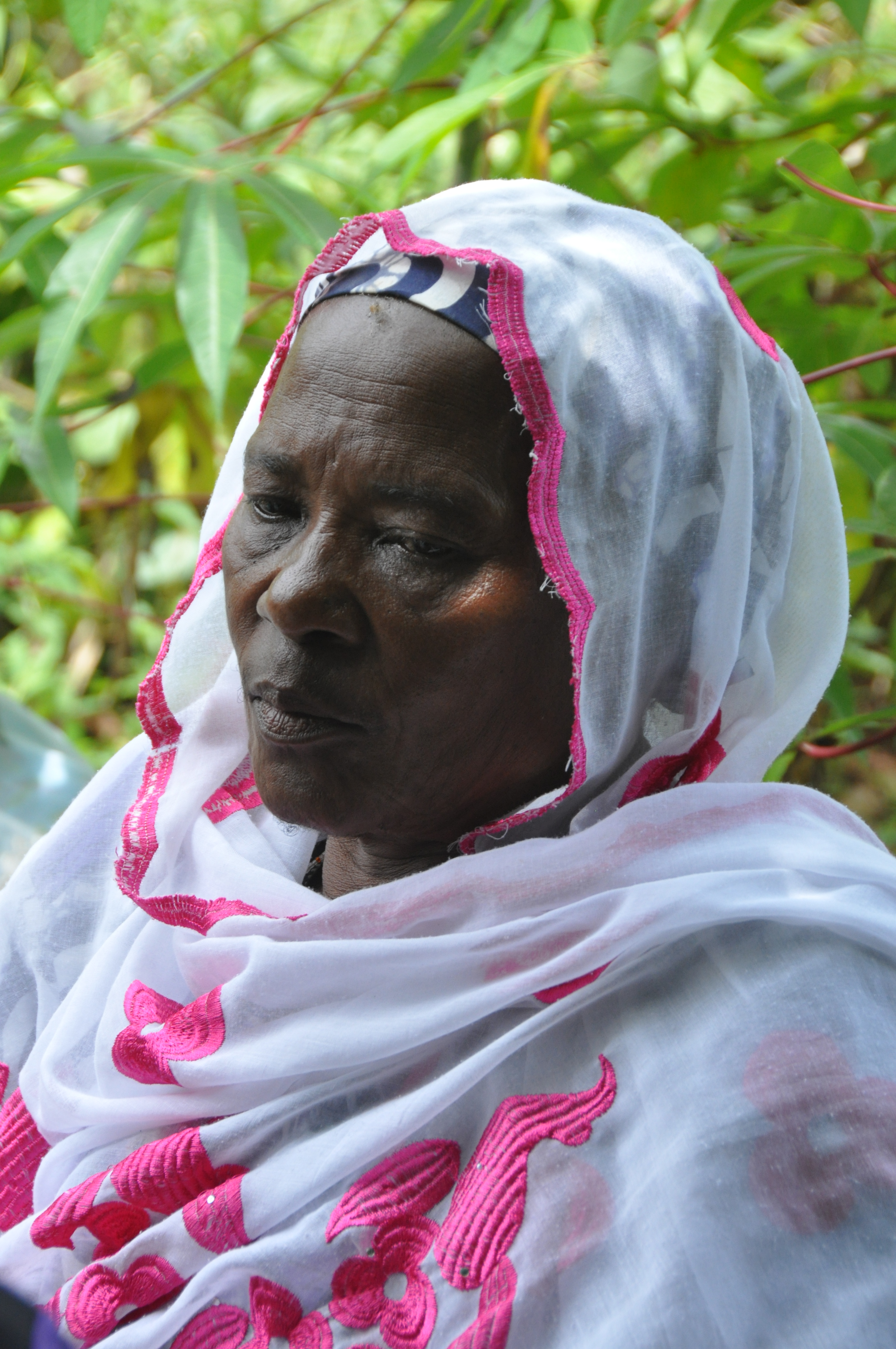
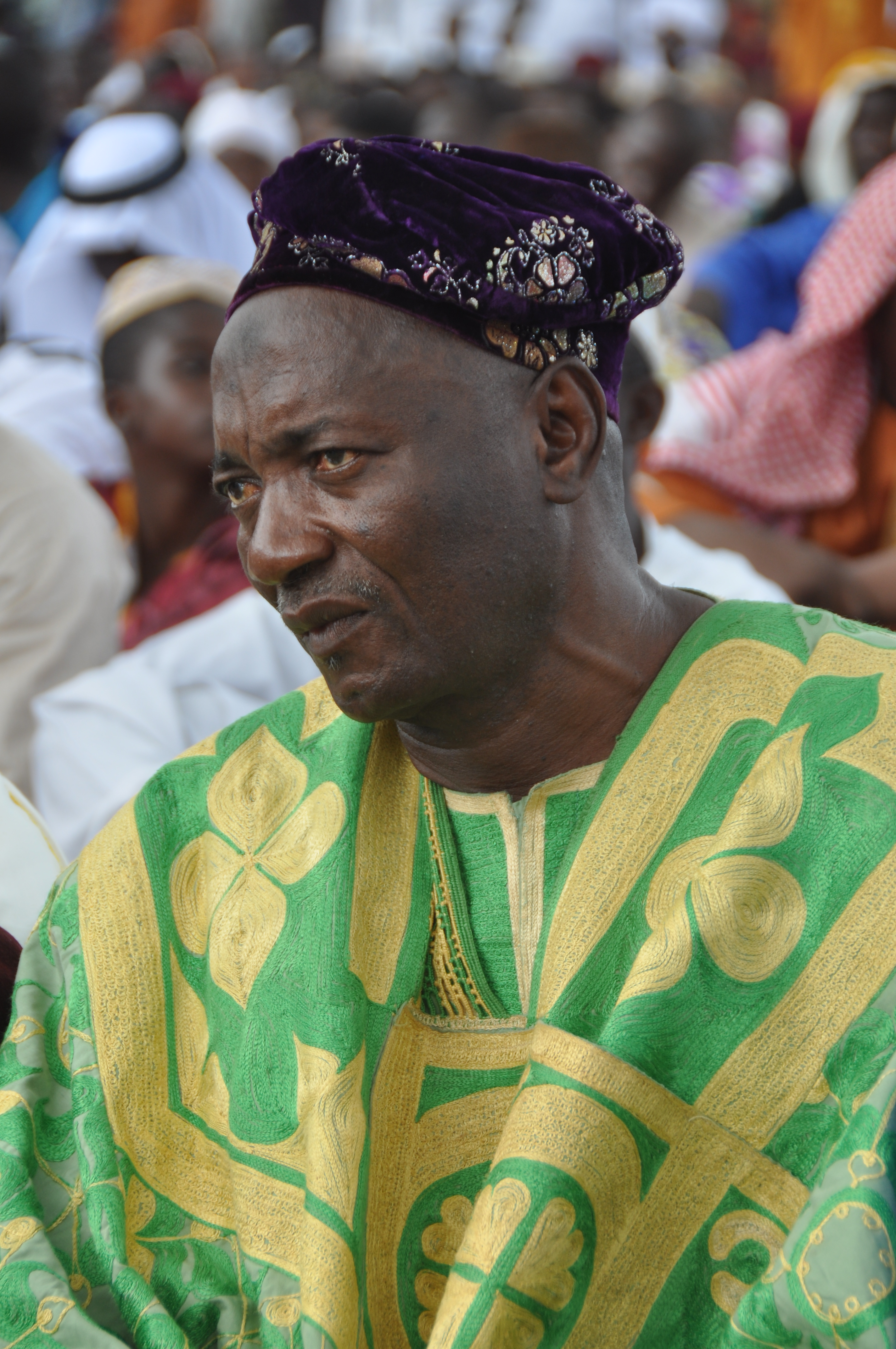
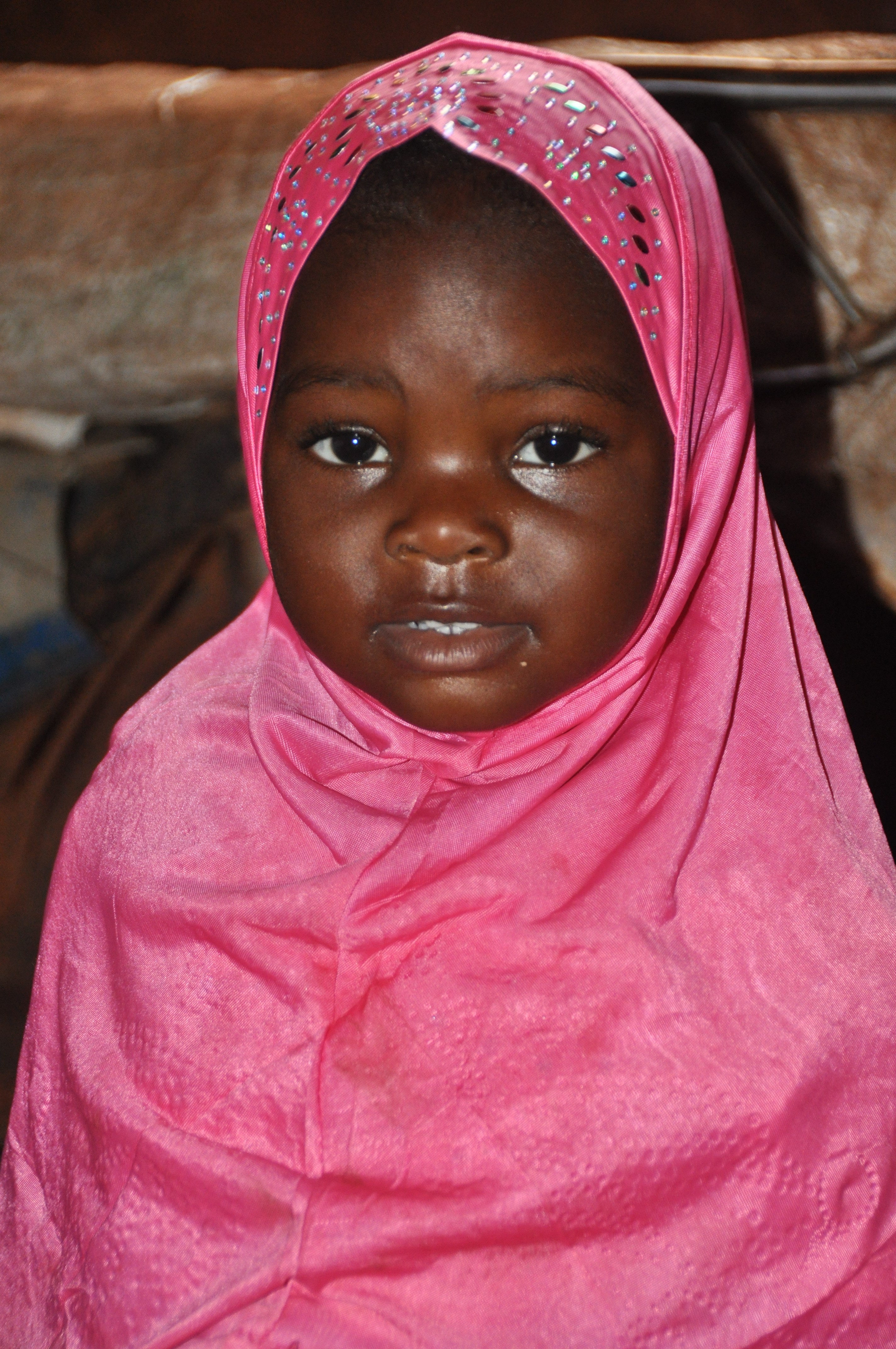
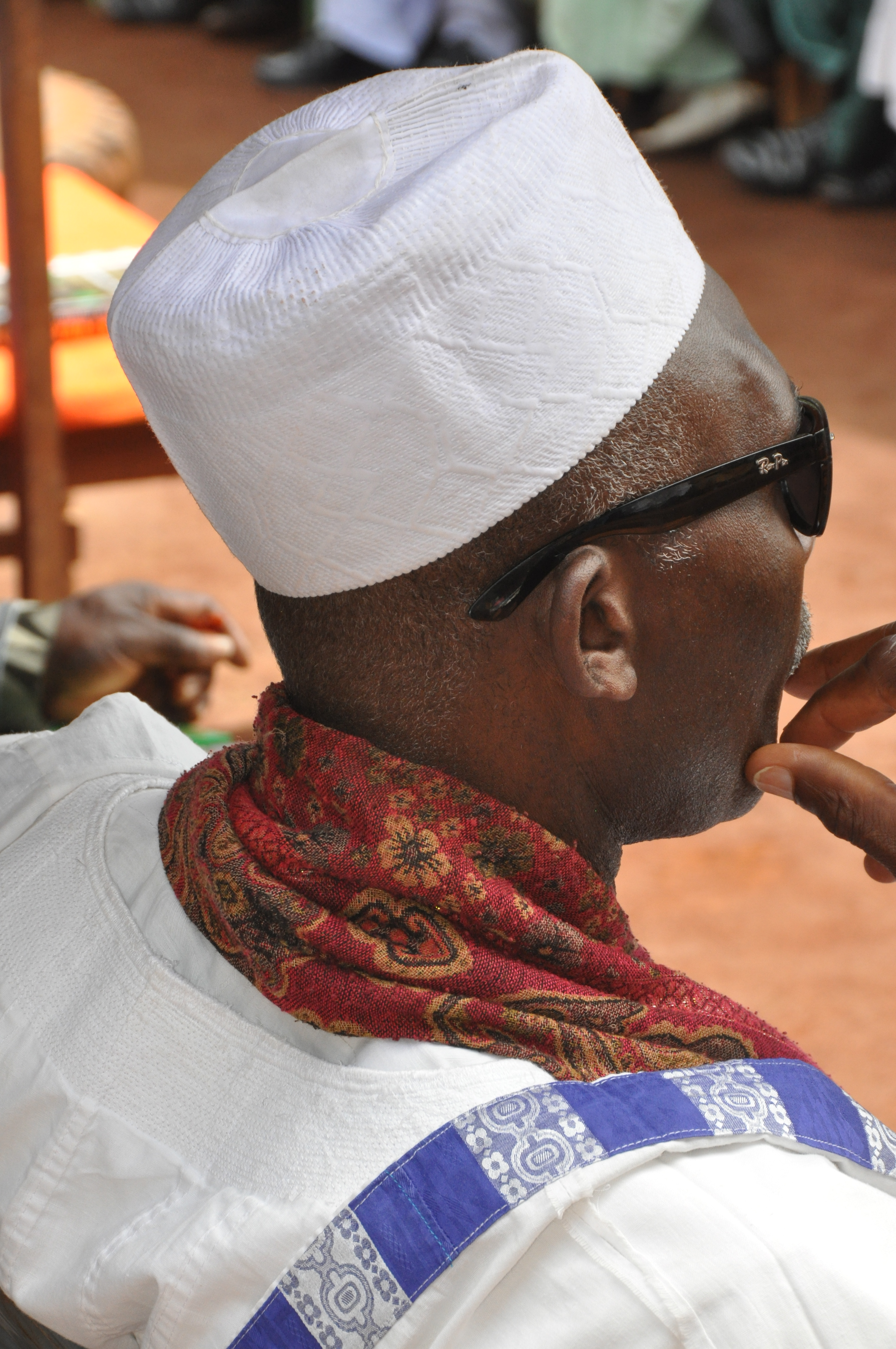

## Musique
Les Bamoun ont une grande variété de styles musicaux ; Les Kpalum, Mundu, Soro, Kpalum-Mundu, Kpalum Moderne et plus. Pour écouter tous ces styles, vous pouvez accéder au site Web https://musicbamoun.com

## Culture

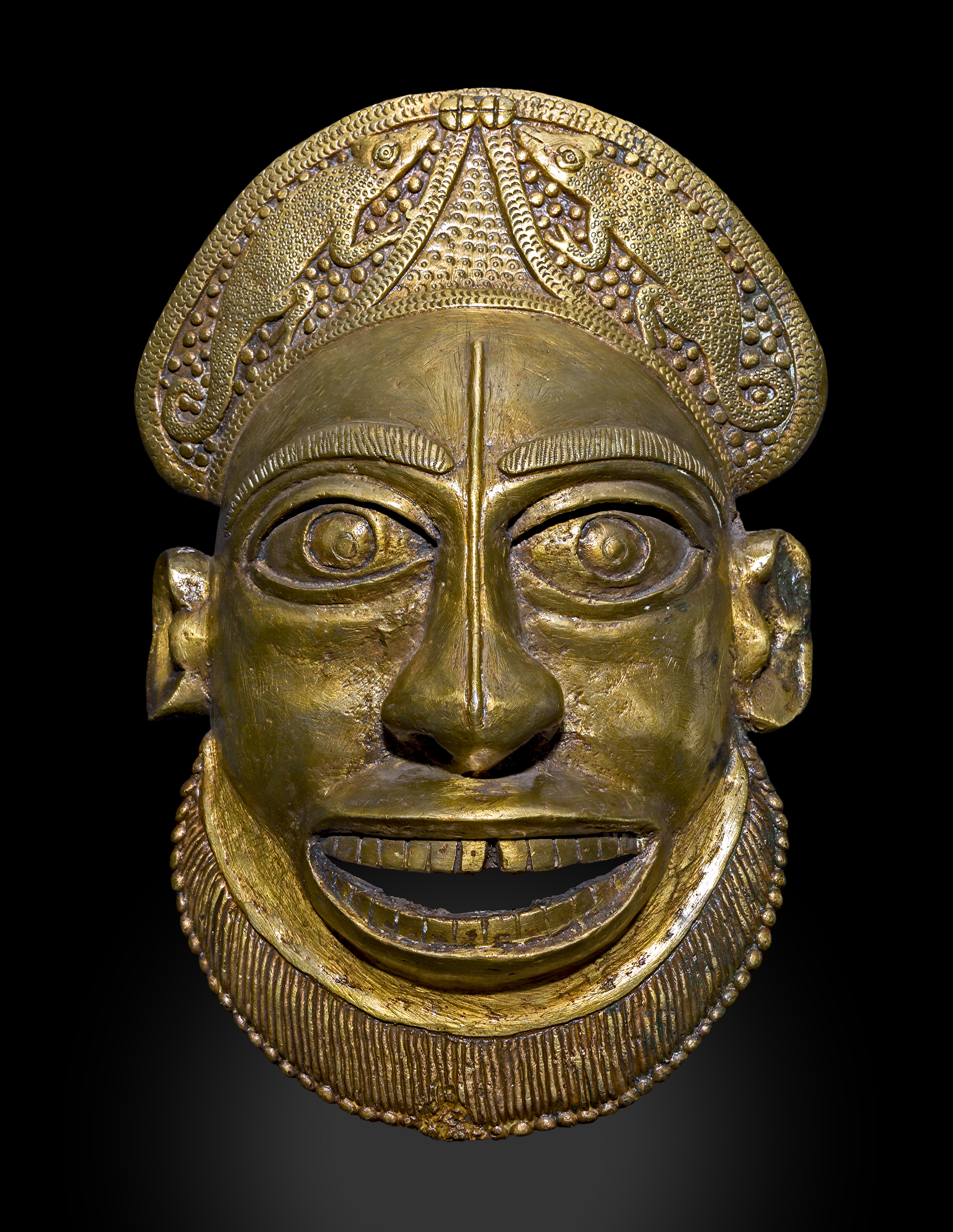
Masque Facial -  Henri Labouret 1935 MHNT
Marmite -  Henri Labouret 1935 MHNT
Masque cimier  -  Henri Labouret 1935 MHNT
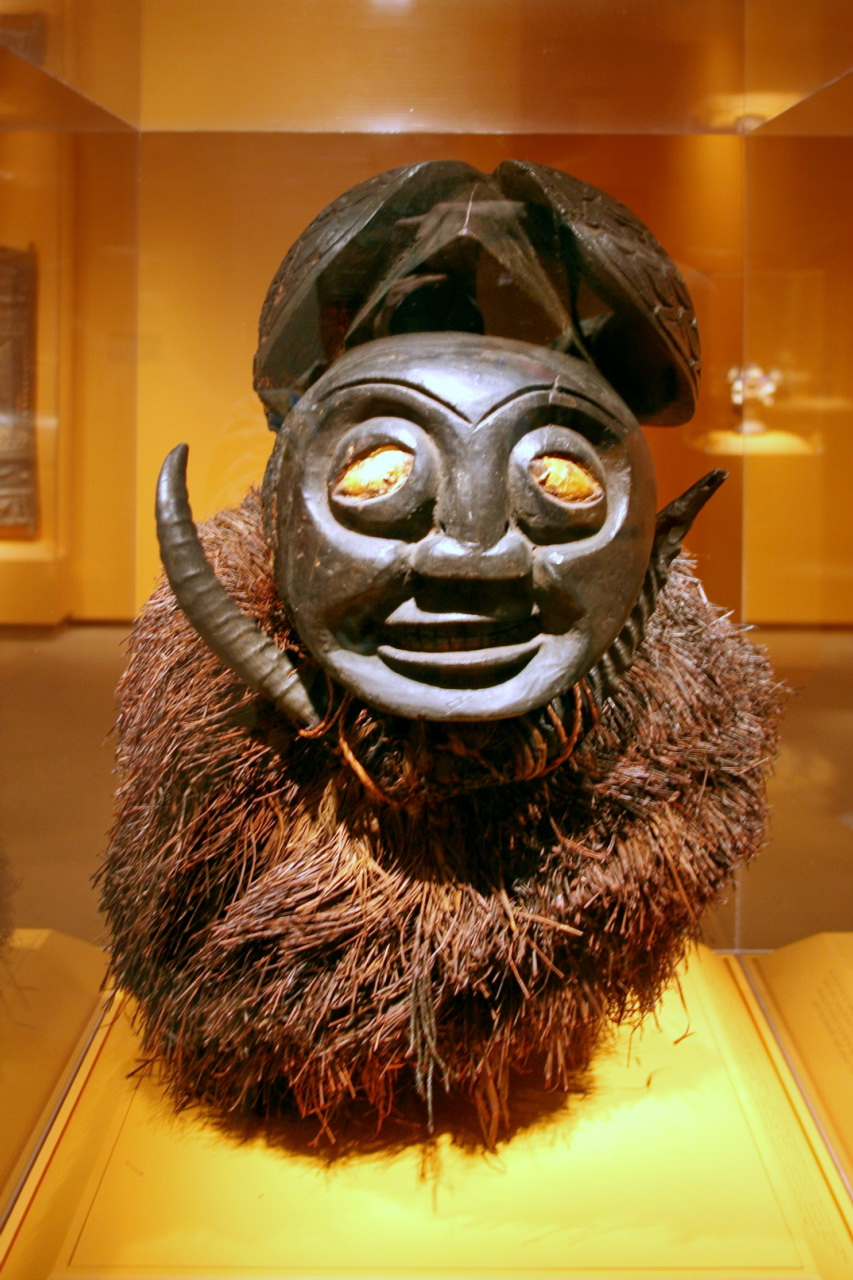
National Museum of African Art
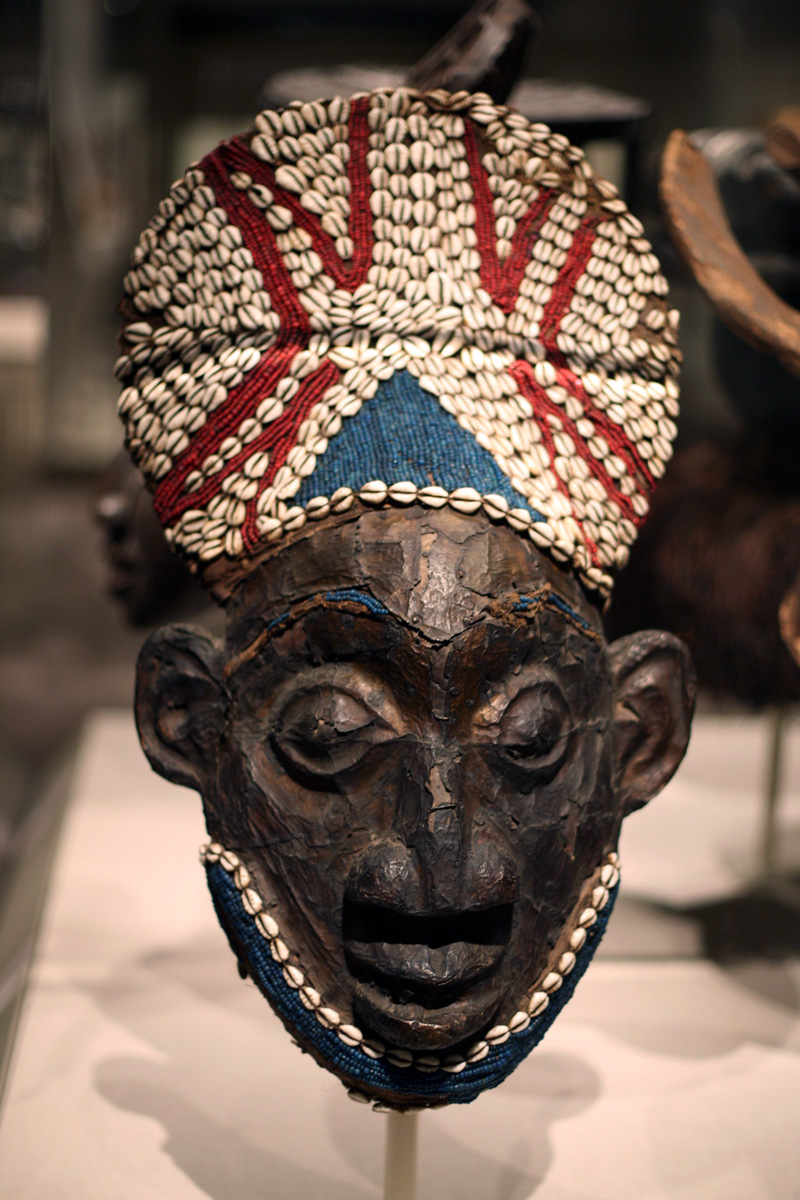
Masque-heaume (Metropolitan Museum of Art)
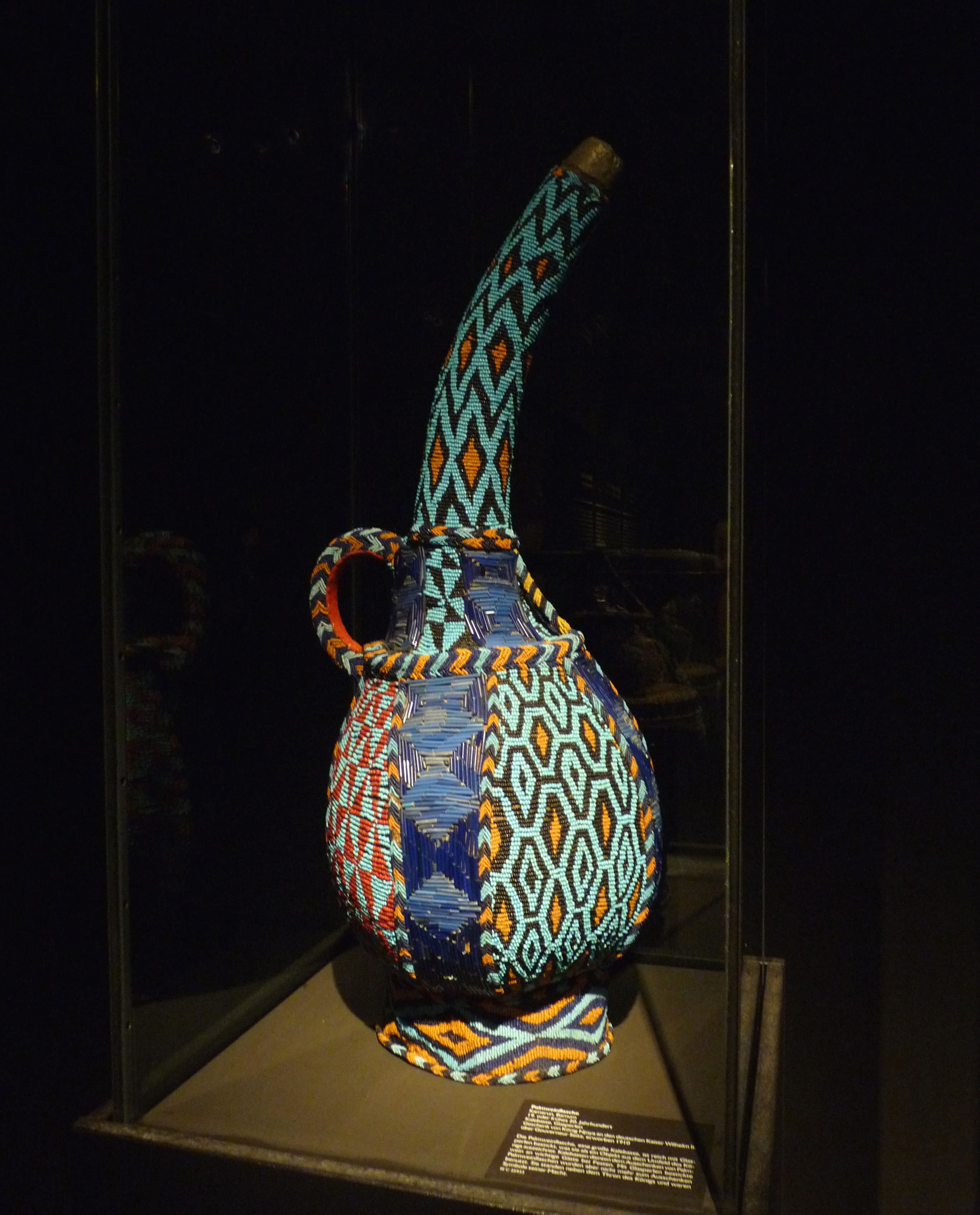
Bouteille de vin de palme (Musée ethnologique de Berlin)

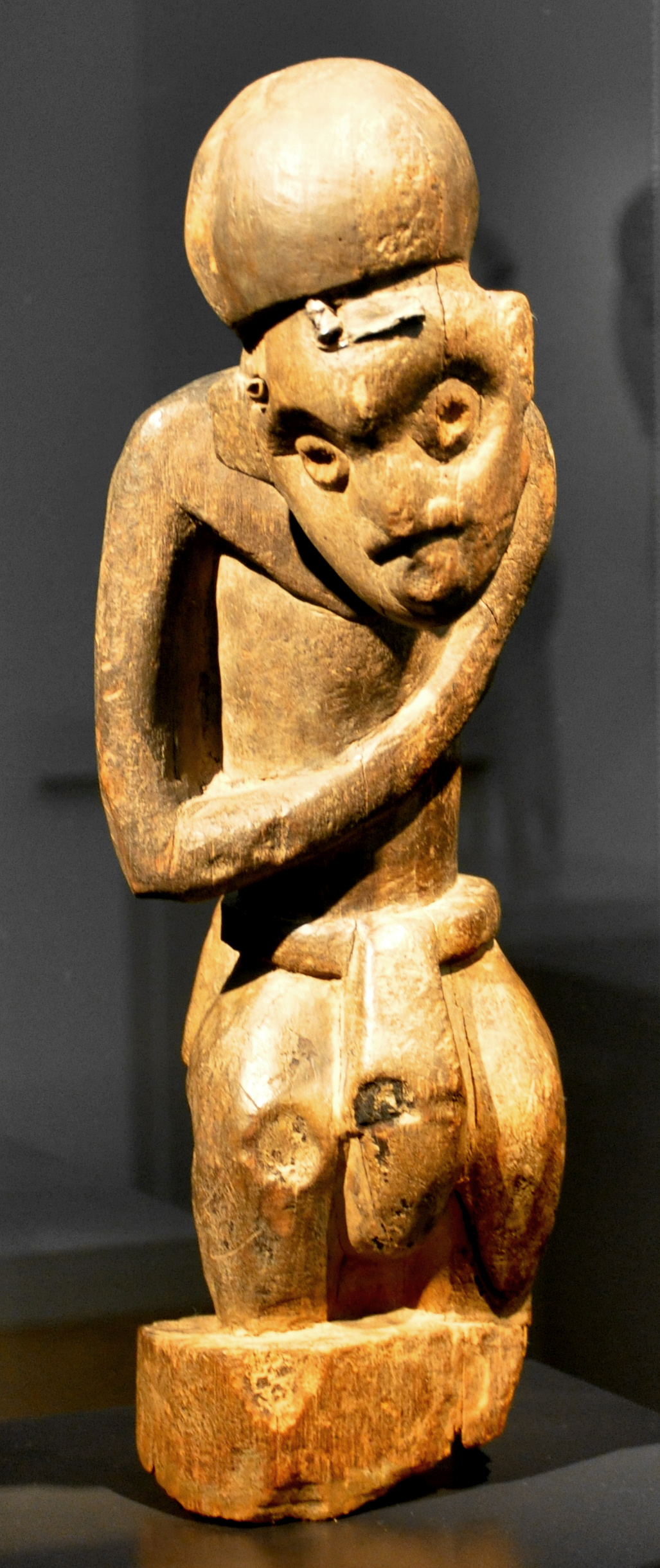
Personnage. XVIIIe – XIXe siècle. Bois, clous de fer. Museum Rietberg

### Écriture

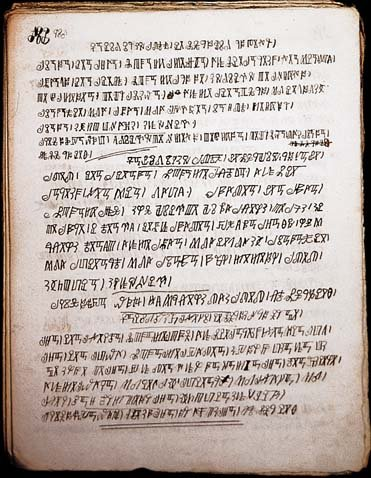
Texte bamoun de 1910

Les Bamouns sont l'un des rares peuples d'Afrique subsaharienne à avoir développé une écriture. Cette écriture fut inventée par le roi Njoya au début du XXe siècle. Le roi Njoya bâtit une école afin d'encourager l'usage de ce système d'écriture. Néanmoins, l'arrivée des Français sonna la fin de la monarchie et de l'écriture bamoun qui fut remplacée par l'utilisation de l'alphabet latin en parallèle avec la langue française.

## Grandes personnalités Bamoun

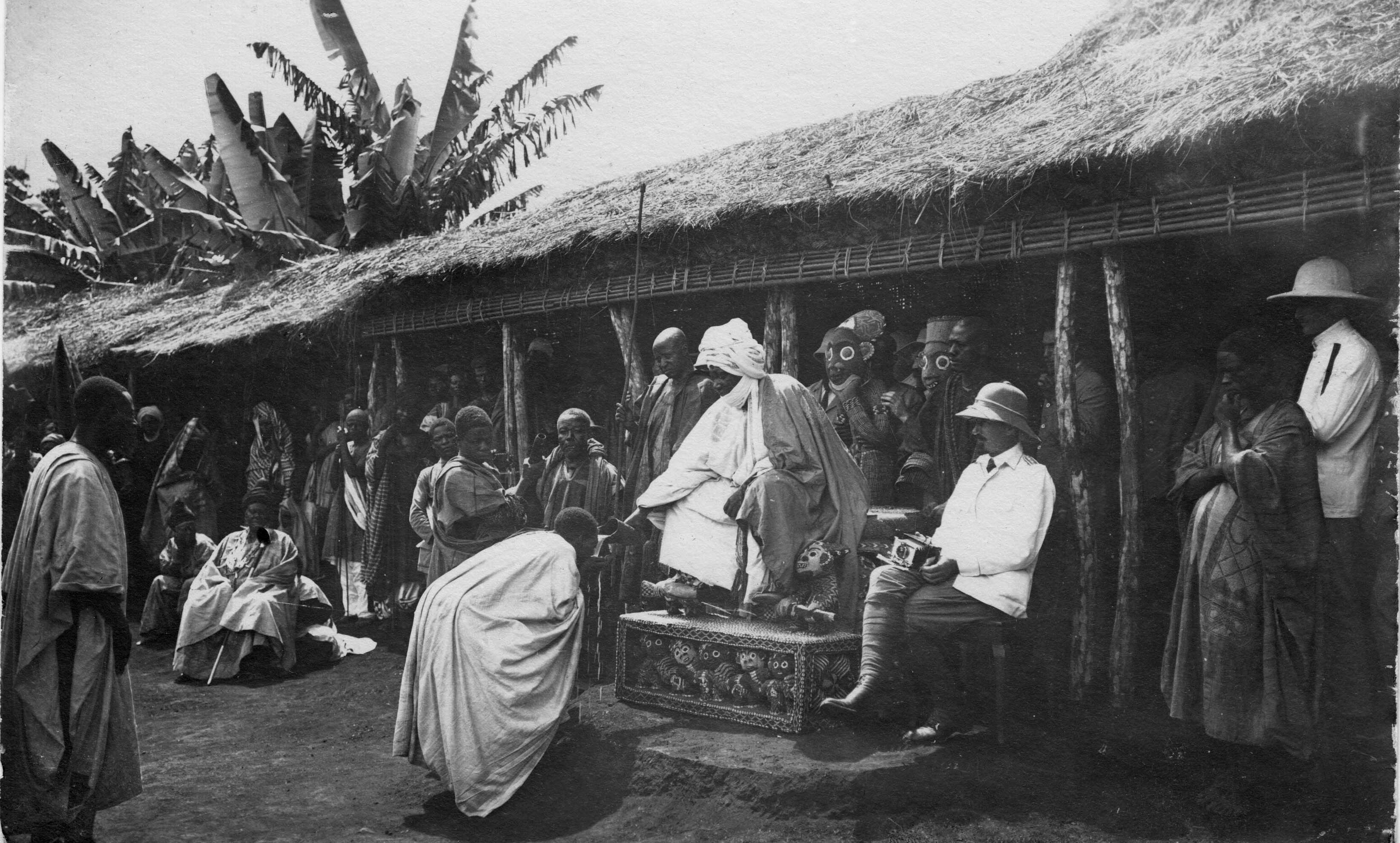
Njoya, roi des Bamouns, en 1915

Les Bamouns sont célèbres pour l'histoire de leur royaume, en particulier pour la vie et les œuvres des différents rois et sultans. Mais beaucoup d'autres hommes et femmes ont contribué au développement de la société et de la culture de ce peuple. Quelques-unes de ces personnalités seront présentées ici :
- Nji Derima Nsangou, appelé aussi Nji Mama : grâce à la collaboration de Nji Derima auprès du roi Njoya, le royaume bamoun a réussi à instaurer une langue d'élite nommée shü-mom. Voici la vidéo-témoignage d'un de ses petits-fils sur memoro Cameroun ;
- Nji Lietmbouo Lamarre, dit « Amadou le Pacifique » : auteur de la toute première traduction écrite du Coran en langue bamoun. Il est le tout premier diplôme de langue arabe du Cameroun. Il fut longtemps responsable en chef du dialogue interreligieux dans le département du Noun en assurant, au nom de la mosquée Centrale de Foumban, un échange permanent avec les responsables de l'Église protestante. Il est l'un des fondateurs, sous l'impulsion de Nj Njifon Ibrahim, dit « Malam Malatam », de la première école franco-arabe du Cameroun. Il a construit la première mosquée de Mbouda qui est d'ailleurs l'actuelle mosquée Centrale de cette ville. Il est surtout réputé pour son sens élevé de droiture et de vérité. Nji Lietmbouo a réussi dans sa courte vie (52 ans) à allier ses responsabilités professionnelles (infirmier diplômé d'Ayos ayant servi dans plusieurs localités du Cameroun) à son engagement politique (président de la sous-section de l'Union nationale camerounaise de Foumban) et à sa grande spiritualité ;
- Yende Tagne Amadou : personnalité très engagée dans sa ville Koutaba (département Noun) au plan de développement éducatif et sanitaire. Il était également premier président de l’Association des Jeunes au niveau national. Voici sa vidéo-témoignage sur memoro Cameroun ;
- Samuel Nkainfon Pefura : il était le premier Gouverneur, qui a œuvré pour le développement de son peuple. Voici sa vidéo-témoignage sur memoro Cameroun ;
- Neh Manouere (alias El Hadj Mfouapon Ismaila) : fondateur du premier comice agricole au Cameroun, et « bibliothèque vivante » de Foumban, due à son grand âge (né en 1904, toujours vivant). Voici sa vidéo-témoignage sur memoro Cameroun ;
- Félix Roland Moumié : Secrétaire général de l'Union des populations du Cameroun (parti politique) est l'un des grands nationalistes d'Afrique ayant lutté pour l’indépendance du Cameroun. Voici la vidéo-témoignage de son frère sur memoro Cameroun ;
- Moluh Mekou Théodore : l'un des premières adjoints au maire de Foumban de l’ère démocratique du Cameroun, et frère cadet à Félix Moumié. Voici sa vidéo-témoignage sur memoro Cameroun ;
- Princesse Rabiatou Njoya : possédant le titre de Momafon (cohéritière et conseillère du roi des Bamoun), elle a passé une carrière exceptionnelle, crée une fondation caritative, et publié plusieurs œuvres littéraires. Voici sa vidéo-témoignage sur memoro Cameroun ;
- Mosé Yeyap : grâce à la collaboration de Mosé Yeyap auprès des Français, le peuple bamoun a obtenu la reconnaissance de l'autorité coutumière de leur roi. Voici la vidéo-témoignage de son neveu sur memoro Cameroun ;
- Nji Ngapout : premier dessinateur moderne bamoun. Né vers 1915, il a réalise de nombreuses œuvres. Voici la vidéo-témoignage de son fils sur memoro Cameroun ;
- Nji Mvuh : connu sur le nom de Monfon Nkah, il fut le premier à répandre l'apprentissage du langage des animaux grâce à la chasse. Voici la vidéo-témoignage de sa petite-fille sur memoro Cameroun ;
- Nkaouandy Aliyou : il était diplomate et membre du cabinet, et a contribué au développement des infrastructures dans le département du Noun. Voici la vidéo-témoignage de sa sœur sur memoro Cameroun ;
- Fakùe Aboubakar (alias « Bouki ») : ancien joueur de l’équipe Fédéral du Noun. Grâce à lui, l’équipe est entrée dans l'histoire du football camerounais. Voici sa vidéo-témoignage sur memoro Cameroun ;
- Jean Fochivé : policier de formation, il a occupé, entre autres, le poste de Délégué général de la Sûreté Nationale, qui lui a permis finalement de beaucoup œuvrer pour le développement du département du Noun. Voici la vidéo-témoignage de son neveu sur memoro Cameroun ;
- Bohou Issah : il était le premier instituteur des Bamoun, qui compte parmi ses élèves des nombreuses célébrités du Noun. Voici la vidéo-témoignage de son fils sur memoro Cameroun ;
- Chintouo Ousman : initiateur et imam de la mosquée Centrale de Njimom, et créateur d'une école franco-arabe à Njmom. Voici sa vidéo-témoignage sur memoro Cameroun ;
- Woukoue Daniel : il était l'un des engagés volontaires ayant aidé la France lorsqu'elle était en péril et qui a survécu à la Seconde Guerre mondiale. Voici la vidéo-témoignage de son fils sur memoro Cameroun ;
- Claude Ndam : auteur-compositeur-interprète ;

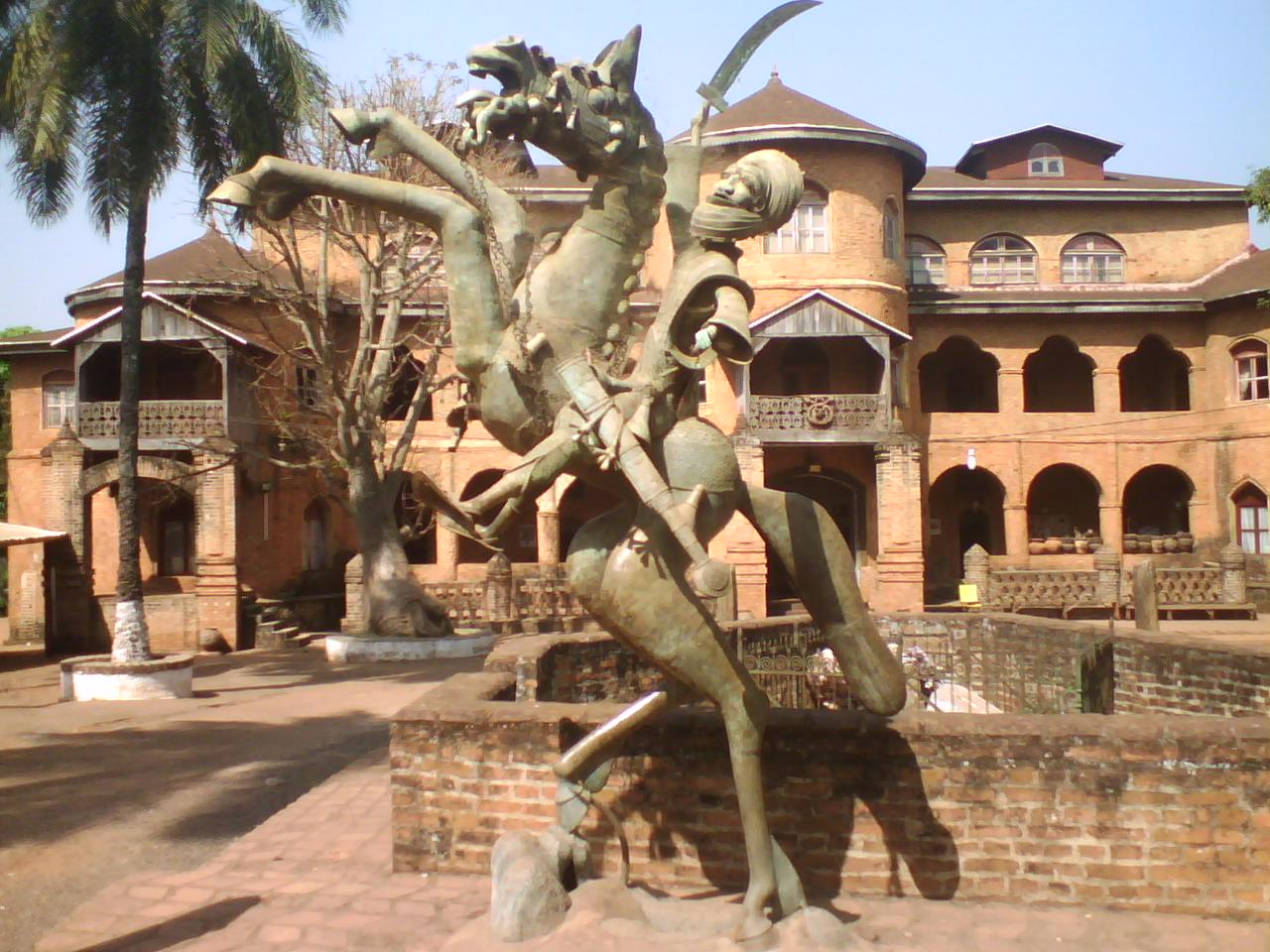
Monument du guerrier au sultanat de Bamoun

- Monument du guerrier au sultanat de BamounSultanat BamounArouna Njoya : homme politique.

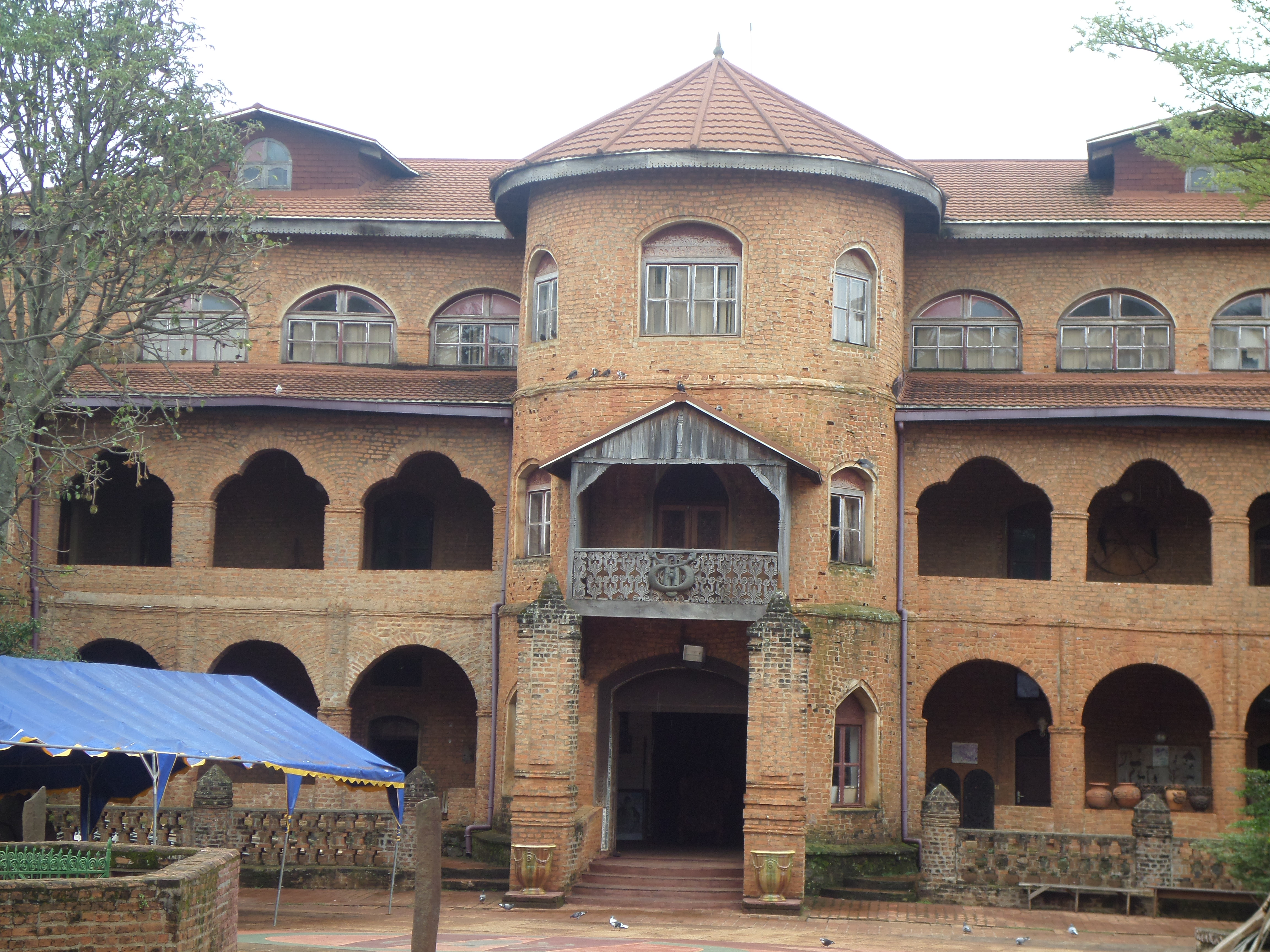
Sultanat Bamoun

### Discographie
- Les mille et une nuits de la savane (Le pays Bamoun au Cameroun), Arion, 2005 (enregistrement 1979)
- Cameroun - Royaume Bamum. Musiques du Palais et des sociétés secrètes, Inédit, 2007 (enregistrement 1989-1995)